# آل بویه
آل بویه(۹۳۴ – ۱۰۵۵ م / ۳۱۳–۴۳۵ خ) دودمانی ایرانی و شیعه‌مذهب با اصلیت دیلمی در دوران پس از اسلام بودند که از میانه‌ی سده چهارم هجری (دهم میلادی) تا میانه‌ی سده پنجم هجری (دوازدهم میلادی) بر نواحی جنوبی و غربی ایران و نیز بر عراق حکومت می‌کردند. آن‌ها از روستای آل بویه واقع در ارتفاعات املش در گیلان به پا خاسته بودند و خود را از نوادگان ساسانیان می‌دانستند.
آل بویه اولین دودمان ایرانی پس از سلطه‌ی اعراب بر ایران بود که بغداد را فتح کرد.
سه بنیان‌گذار این سلسله علی، حسن و احمد سه پسر دیلمی بویه بودند که در سپاه ماکان بن کاکی حضور داشتند. علی که حکومت اصفهان را در دست داشت به جنوب لشکر کشید و فارس را فتح کرد؛ این در حالی بود که حسن منطقه جبال را به تصرف خود درآورده و احمد کرمان و خوزستان را تسخیر کرد. وی با پیشروی به سوی غرب در سال ۹۴۵ میلادی وارد بغداد شد و یک سال بعد مستکفی، خلیفه عباسی را سرنگون و او را با مطیع جایگزین کرد. بدین ترتیب دوره‌ای ۱۲۲ ساله‌ی سیطره‌ی آل بویه آغاز شد. سیطره‌ای که تثبیت آن برای بوئیان ۱۲ سال زمان برد. آنان عنوان امیرُالامرا را اختیار کردند که رسماً به فرمانروایان بویی بغداد داده شده بود.
از میان دودمان‌هایی که ابتدا در فلات ایران و سپس عراق، در کنار سامانیان خراسان و ماوراءالنهر بین تسلط عرب بر ایران در اوایل دوره‌ی اسلامی و فتح ایران به دست ترکان در سده پنجم هجری، دوره میان‌پرده ایرانی را نشان دار کردند، مهم‌ترین‌ آنها آل بویه بود.

## منبع‌ شناسی
مهم‌ترین منبع دربارهٔ اوایل حکومت آل بویه «تجارب» ابن مسکویه است. برای دوران میانی باید به سراغ «ذیل کتاب تجارب الامم» ابوشجاع محمد روذراوری و «تاریخ حلال الصابع» حلال بن محسن صابع رفت و به جهت دوران پایانی حکومتشان می‌توان به «منتظم» ابن الجوزی و ابن اثیر مراجعه نمود.
اطلاعات بیشتری می‌شود از: «رسائل» عبدالعزیز بن یوسف شیرازی (وزیر عضدالدوله)، «المختصر من رسائل ابی اسحاق السابع» ابو اسحاق ابراهیم بن حلال صابع و «رسائل الصاحب بن عباد» ابولقاسم اسماعیل صاحب بن عباد (وزیر معیدالدوله) جمع‌آوری کرد.
منابع اولیه دیگر، شامل ابن بلخی، ابوبکر محمد بن یحیی صولی، اخبار الراضی بالله ولمتقی بالله او تاریخ الدول العباسیه من سنات ۳۳۲ الی ۳۳۳، «نشوار المحاضره» ابو علی محسن تنوخی، «دیوان المعید فی الدین»، «السیرت المعیدیه» است.

## نام
تقریباً تمام مورخان این خاندان را به‌نام «ابوشجاع بویه» (پدر سه بنیان‌گذار آن) آل بویه نامیده‌اند و علاوه بر آن نام دیالمه را به سبب اطلاق آنان به دیلمیان و دیلمستان نیز به کار برده‌اند. از جمله کتاب تاریخ دودمانی آل بویه «کتاب التاجی فی اخبار الدوله الدیلمیه» نوشتهٔ ابواسحاق صابی، وی لفظ دیالمه را برای آل بویه به کار برده است.
بویه، یک کلمهٔ فارسی است که در لُغت‌نامه‌ها معنای آن را امید یا آرزومندی دانسته‌اند. کلمهٔ بویه در اشعار شاعرانی چون فردوسی، انوری، فخرالدین اسعد گرگانی و دقیقی طوسی در همین معنا به کار رفته است. در فارسی برای نسبت دادن این کلمه به کسی، آن را به صورت بویی به کار می‌بردند. به‌طور مثال عثمان مختاری، در قصاید خود در مدح مغیث‌الدین عضدالدوله فناخسرو بویی، پادشاه یزد که از خاندان آل بویه بود، سروده است:
| شاهنشه بویی عضدالدوله عالی |  | شاهی که جهان را بر او هیچ خطر نیست |

| شمس ملت شاه شاهنشاه بویی آنکه هست |  | بوی خلق و نور رایش مشک و شمس روزگار |

اما در زبان عربی، برای نسبت دادن این کلمه، لفظ البُوَیهِی مورد استفاده قرار می‌گیرد.
این کلمه در زبان فارسی به ضم باء و سکون واو و فتح یاء (بر وزن مویه) تلفظ می‌شود. اما در شکل عربیِ خود، به ضم باء و فتح واو و سکون یاء تلفظ می‌شود و در کتب و اشعار عربی کلمهٔ بویه این گونه اِعراب گذاری و تلفظ می‌شود. مانند تلفظ کلماتی همچون، سیبویه و نفطویه و خالویه. درحالی که «ویه» در این کلمات حکم پسوند اسم را دارد درحالی که «ویه» در کلمه بویه جزء خود کلمه است.
البته این کلمه در زبان عربی نیز گاهی با تلفظ فارسی‌اش (ضم باء و سکون واو و فتح یاء) به کار می‌رود.

## تبار و خاستگاهآل بویه

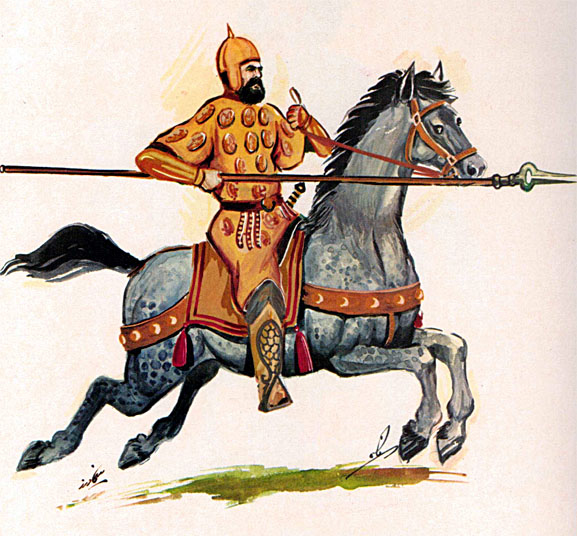
نگاره‌ای از یک سواره نظام دیلمی

بوییان دودمانی از دیلمیان بودند. سرزمین اولیه بوییان روستای بویه واقع در ییلاقات املش بود. در مورد تبار خاندان بویه در میان دانشمندان و تاریخ‌نگاران دیدگاه‌های گوناگون وجود دارد. برخی نسب آنان را به بهرام گور و برخی به دیگر شاهان ساسانی چون یزدگرد سوم رسانده‌اند. قدیمی‌ترین مورخانی که تبار آل بویه را نقل کردند ابوریحان بیرونی و ابونصر علی بن هبةالله معروف به ابن ماکولا هستند که همگی‌تبار آن‌ها را از قول ابواسحاق صابی مؤلف کتاب التاجی فی اخبار الدوله الدیلمه نقل کردند. ابوریحان بیرونی در آثار الباقیه به نقل از ابواسحاق صابی می‌نویسد: «بویه بن فناخسرو بن ثمان بن کوهی بن شیرزیل اصغر بن شیر کذه بن شیرزیل اکبر بن شیران بن شیر فنه بن سسنان شاه بن سسن خرة بن شیرزیل بن سسناذر بن بهرام گور ملک.» همچنین نسب نامه دیگری هم از ابومحمد حسن بن علی نانا، که به گفته بیرونی اخبار آل بویه را مختصر نوشته است، نقل می‌کند که اختلافی با نسب نامه صابی ندارد. ابن ماکولا نسب آل بویه را اینگونه می‌نویسد: «ابوشجاع بویه بن فناخسرو بن تَمَام بن کوهی بن شیرزیل الاصغر بن شیر کذه (شیرکوه) بن شیرزیل الاکبر بن شیران شاه بن شیرفَسَّه (شیرفنه) بن سَستان شاه (سشتان شاه) بن سَسَن فَرُو بن شّروَزیل بن سَسناذَر (سسناد) بن بهرام جور بن یزدجرد بن هرمز بن سابور بن سابور ذی الاکتاف بن هرمز بن نرسی بن سابور بن اردشیر بن بابک بن ساسان الاصغر بن بابک بن ساسان الاکبر…» ابن خلکان نیز در کتاب وفیات الاعیان در شرح معزالدوله دیلمی همین نسب نامه را با اختلاف کمی ذکر می‌کند. قلقشندی مورخ مصری در عصر ممالیک، در کتاب صبح الاعشی خود، نوشته است که: «نسب فرزندان بویه به یزدگرد پادشاه ایران (احتمالا یزدگرد سوم) می‌رسد.» مورخ مصری دیگری به نام مقریزی نیز در شرح حال ابوشجاع بویه، نسب نامه‌ای که آل بویه به بهرام گور می‌رسد را عیناً نقل می‌کند و در ادامه می‌نویسد: «فرزندان بویه جزو قیبله ای از قبایل دیلم هستند که شیرزیل اوندازه نام دارد.» حمزه اصفهانی در کتاب سنی الملوک الارض و الانبیاء نام طایفه آل بویه را شیرذیل اوندان ذکر می‌کند.
ابن طقطقی نیز بر نسب بردن آل بویه از ساسانیان تأکید می‌کند و حتی نسب آن‌ها را به ابراهیم و آدم نیز می‌رساند. او در ادامه نوشته است: «آل بویه اصلاً از مردم دیلم نیستند و به دلیل سکونت آن‌ها در سرزمین دیلم، به آنان دیلمی گفته شد. سید تاج الدین حسینی نقیب حلب در قرن هشتم، با نقل از کتاب التاجی ابواسحاق صابی، نوشته است که: عضدالدوله در جستجوی اصل و نسب خاندان خود، با ابامحمد مهلبی، وزیر مقتدر معزالدوله دیلمی، در این خصوص مکاتبه کرد. مهلبی نیز این را از بزرگان دیلم و موبدان و باقی ایرانیان تحقیق کرد. آنها نیز نسب نامه خاندان بویه (که به بهرام گور می‌رسید) را تأیید کردند و آن را صحیح دانستند.»

در اشعاری هم که توسط مداحان شاهان آل بویه سروده شده است، بر نسب بردن آنان از ساسانیان تأکید شده است. ابونصر بن نباته، شاعر دربار عضدالدوله دیلمی در قصیده ای ضمن مدح عضدالدوله به نسب بردن او از ساسانیان و تجدید شکوه و اقتدار دوران ساسانی توسط او اشاره دارد:
| وَسَربَلتَ اَیوانَ المدائنِ بَهجَةً |  | اَنافَ بِه وَالحاسَدونَ شُهُودُها |

| وَسَربَلتَ اَیوانَ المدائنِ بَهجَةً |  | اَنافَ بِه وَالحاسَدونَ شُهُودُها |

| مُلوکُ بَنی ساسانَ تَزعَمُ انَّهُ |  | لَهُ حَفَظَت اَسرارَها عُقُودَها |

| فَتاها وَ مَولاها وَ وارثُ مَجَّدها |  | و سَّیدُها اِن کان رَبُّ یَسُودُها |

| قَبِیلَةُ بَهرامٍ وَ اُسرَةُ بَهمَنٍ |  | یُمِیتُ وَ یُحیی وَ عدُها وَ وَعِیدُها |

در شعر دیگری که مهیار دیلمی در مدح فرزند عضدالدوله، جلال الدوله دیلمی، سروده چنین گفته است:
| و عادَ المِهرَجانُ بِخَفضِ عَیشِ |  | یَرِفُ عَلی ضِلائِلهٍ الصَّفاقِ |

| هُوَ الیَوم اِبتَناهُ اَبُوکَ کِسری |  | وَ شَیَّدَ مِن قَواعِدِهِ الوِثاقِ |

مهیار در این شعر گفته است که جشن مهرگان را پدر (یعنی جد) جلال الدوله کسری (یعنی پادشاهان ساسانی) بنیاد نهاده‌اند و بر این قضیه که آل بویه از ساسانیان نسب می‌برند تأکید نموده است.
علاوه بر این، برخی کتب عربی نیز اصل و نسب آل بویه را به قبیله یمنی بنی ضبه رسانده‌اند. بیرونی یکی از این نسب نامه‌ها را اینگونه نقل می‌کند: «آنانکه بهرام را عرب دانستند گفتند بهرام بن ضحاک بن الابیض بن معویه بن دیلم بن باسل بن ضبه بن ادو در جمله پدران او لاهو بن دیلم بن باسل را ذکر کردند و بدین سبب اولاد او را لیاهیج گویند». از بعضی روایت‌ها استنباط می‌شود که احتمالاً ابواسحاق صابی در کتاب خود یک تبار عربی نیز برای آل بویه نگاشته است که در دیگر کتاب عربی معاصر آن زمان هم گفته می‌شد. صابی در این خصوص داستانی را مطرح می‌کند با این مضمون که در زمان‌های کهن شاخه ای از طایفه یمنی بنی ضبه، در نتیجه جنگ‌های قبیله ای در شبه جزیره عربستان دوره جاهیت، موطن خود را ترک و به دیلم مهاجرت کردند و خاندان آل بویه از نسل همین قبایل است، که در اثر همزیستی با دیلمیان زبان و فرهنگ خود را رها کردند و کاملاً دیلمی شدند. اما برخی خصوصیات عربی خود، مانند مهمان نوازی و آزادگی و رشادت، را حفظ کردند. چندین دهه بعد، ابن حسول این ادعای صابی را به تمسخر گرفت و اذعان داشت هیچ مدرکی مبنی بر مهاجرت بنی ضبه به دیلم در دست نیست و صابی عمداً قبیله ای گمنام از تباری مغشوش را برای طرح روایت خود انتخاب کرده است. و سپس به طعنه گفت که اگر صابی می‌توانست عضدالدوله را به قبیله پیامبر، قریش، می‌چسباند.
بعضی از مورخان این ادعای آل بویه در خصوص نسب بری از ساسانیان را به نقد کشیدند که قدیمی‌ترین اینها ابوریحان بیرونی بود. او ابتدا، هنگامی که شجره نامه خاندان بویه را از قول صابی و ابومحمد حسن بن علی نانا نقل می‌کند، به شرح تناقضاتی در نام اجداد آل بویه می‌پردازد. به‌طور مثال می‌نویسد که: «... بویه بن بن فناخسره بن ثماده… سپس در ثمان (پدربزرگ بویه) عم اختلاف شد و برخی گفتند ثمان بن کوهی بن شیرزیل اصغر و برخی کوهی را انکار کردند… پس در بهرام هم اختلاف کردند و بهرام را به فرس (ساسانیان) نسبت دادند… و بهرام را عرب دانستند…» او در ادامه می‌نویسد: «اگر کسی میانه افراط و تفریط حد اعتدالی را بگیرد از این قبیله (مقصود آل بویه است) فقط این مقدار خواهد شناخت که بویه پسر فناخسرو است و اقوام دیلم به حفظ انساب معروف نبوده‌اند و کسی هم چنین ادعایی نکرده است و بسیار کم اتفاق می‌افتد که با طول زمان انساب به توالی محفوظ بماند و یگانی برهانی که برای اثبات به خاندانی باقیست آن است که جمهور خلق بر آن اجماع کنند.» دومین مورخی که بعد از بیرونی بر نادرستی شجره نامه آل بویه تأکید داشت ابن خلدون بود. او این نسب را ساختگی دانست و اینگونه استدلال می‌کند: «اگر نسب ایشان را در دیلم خللی بود نمی‌توانستند این سان بر آن قوم ریاست یابند. از دیگر سو انساب هنگامی دستخوش اختلاف می‌شوند، یا بعضی از افراد سلسله مجهول می‌مانند، که از ملتی به ملتی و از قومی به قومی منتقل گردد، آن هم در طول اعصار و از میان رفتن نسل‌ها و گذشت زمان‌های دراز. حال آنکه میان ایشان (خاندان بویه) و یزدگرد بیش از سیصد سال فاصله نیست و از هفت یا هشت نسل تجاوز نمی‌کند و این مدت آنچنان طولانی نیست که سبب مجهول ماندن انساب شود.»

## پیشینه
در باختر و مرکز ایران دو دودمان از دیلمیان به نام زیاریان (۳۲۰ ه‍.ق) و بوییان که هر دو از سرزمین‌های گیلان برخاسته‌اند ایران مرکزی و باختری و فارس را از دست خلفا آزاد کردند. دیلمیان نام قوم و دیلمی نام گویشی در منطقه کوهستانی گیلان بود به نام دیلمستان. دیلمیان سخت نیرو گرفتند و مدت ۱۲۷ سال حکومت راندند و چون خلفا در برابر آن‌ها چاره‌ای جز تسلیم ندیدند، حکومت بغداد را به آنان واگذاشتند و خود به عنوان خلیفگی و احترامات ظاهری بسنده کردند. این سلسله در سال ۴۴۷ ه‍.ق به دست سلجوقیان و به خاطر اختلاف همیشگی که با زیاریان و دیگر امیران محلی ایرانی داشتند، از میان رفتند. در سال‌های ناتوانی و انحطاط بغداد که فرماندهان ترک و کرد و گیل و دیلم خلیفه را هم در تختگاهش دست نشانده قدرت و غلبه خویش کرده بودند، با آن که در ایران اندیشه ایجاد یک قدرت پایدار همراه با زنده ساختن حکومتی مانند حکومت ساسانیان در خاطر بسیاری از داعیه‌داران این دوره، از گیل و دیلم و طبری شکفته بود، به بار نشستن این آرزو آن هم در یک مدت کوتاه، تا اندازه‌ای تنها برای آل بویه ممکن شد که آن نیز به سبب اختلافات خانگی، تقید به پیروی از دعوت زیدیان و برخورد با آشوب‌های خراسان به نتیجه نرسید، با این حال پایه‌گذار این سلسله علی بن بویه دیلمی ملقب به عمادالدوله و برادرزاده‌اش فنا خسرو بن حسن معروف به عضدالدوله، با وجود محدود بودن قلمرویش و با آن که در زمان آن‌ها فرصتی هم برای زنده ساختن فرهنگ باستانی در قلمروشان پیدا نشد، باز استعداد خود را برای بازسازی یکپارچگی از دست رفته سده‌های دور نشان دادند. هرچند دولتشان علی‌رغم پایبندی به رسم دوره با تکیه بر یک پادشاه باستانی مانند بهرام گور هم موفق به ایجاد تعادل پایدار عصر از یاد رفته بهرام در قلمرو یزدگرد نشد، باری طی چندین دهه فرمانروایی‌شان، از قدرت خلفای عباسی، که پیش از آن نقش فعالی را در تعیین سرنوشت مردم ایران داشت، کاست و بدین گونه عناصر تازه‌ای از نژادها و اقوام گوناگون مردم ایران بار دیگر آنچه را ایران با پیمودن سال‌ها به اعراب و ترکان اهل سُنت واگذاشته بودند، این بار همراه آیین شیعه، دیگر بار، و گرچه برای مدتی کوتاه، به دست آوردند. دولت شیعی بوییان در بخش مهمی از سرزمین ایران حضور داشت.
سه تن از فرزندان بویه که گویا شغل ماهیگیری در گیلان داشتند، به خدمت فرماندهان آل زیار درآمدند. البته، ماکان کاکی هم از آنان حمایت می‌کرد. همچنین، «علی»، «احمد» و «حسن» مورد حمایت مردآویج نیز قرار گرفتند. فتح اصفهان برای مرد آویچ، ظاهراً توسط علی که برادر بزرگ‌تر بود صورت گرفت. پس از قتل مرد آویچ، غلامان ترک از ترس غلامان دیلمی، به خصوص ابوالحسن علی بن بویه به اطراف گریختند و میدان تنها برای دیلمیان خالی ماند. علی بن بویه به همراه برادر خود، احمد که کنیه ابوالحسین داشت به گشایش اهواز توفیق یافت (۳۲۶ ه‍.ق). وی، غلامان ترک را که به سرداری «بجکم» در آنجا پناه گرفته بودند گریزاند.
آل‌بویه (۱۰۶۲ → ۹۳۵)
علی بن بویه پس از به دست آوردن خوزستان، راهی فارس شد و احمد نیز به کرمان روی آورد و به فتح آن سرزمین دست یافت (۳۳۴ه‍.ق). سپس، به بغداد رفت و المستکفی بالله – خلیفه عباسی – را مطیع خود ساخت. خلافت بغداد که پیشرفت‌های برادران بویه را با چشم خود می‌دید، به خاطر دیدگاه برخی از وزیران خود، از جمله «ابن مقله» با آنان از در سازش درآمد و لقب ویژه برای آنان فرستاد که علی را «عمادالدوله» و حسن را «رکن الدوله» و احمد را «معزالدوله» نامید.
همان معزالدوله بود که در بغداد دستور داد سب آل علی موقوف شود و مراسم عزاداری ماه محرم را برپا داشت. به خصوص، در ایام عاشورای سال ۳۵۲ ه‍. ق؛ که جمع کثیری در بغداد گرد آمدند و بازارها بسته شد، مردم آن روز آب ننوشیدند و در بازارها خیمه پر پا کردند و بر آن خیمه‌ها پلاس آویختند و زنان بر سر و رویشان می‌کوفتند. از این زمان رسم زیارت قبور پیشوایان شیعه رایج شد و بغداد به دو بخش مهم شیعه‌نشین (کرخ) و سنی‌نشین تقسیم شد (۳۶۳ ه‍.ق). همچنین، مقام نقابت علویان هم در زمان بوییان تأسیس شد. در زمان رکن‌الدوله بود که مذهب شیعه رسمیت کامل یافت.
حمدانیان که به حمایت خلیفه به بغداد تاخته بودند، از معزالدوله شکست خوردند. معزالدوله در سال ۳۳۶ ه‍.ق بصره را تصرف کرد. همچنین در سال ۳۳۷ ه‍.ق به موصل تاخت و ناصر الدوله حمدانی را گریزاند. اقامت معزالدوله تا سال ۳۵۶ ه‍.ق در بغداد ادامه داشت.
عمادالدوله، برادر بزرگ‌تر، (متوفی به سال ۳۳۸ ه‍.ق) از آنجا که پسری نداشت، از رکن‌الدوله برادرش که در عراق و ری بود، درخواست کرد تا «پناه‌خسرو» پسرش را به شیراز بفرستد که جانشین او شود. پناه‌خسرو، لقب «عضد الدوله» یافت و در شیراز به حکمرانی فارس و بندرها و کرانه‌های خلیج فارس پرداخت. رکن الدوله در ۳۵۹ ه‍.ق به کردستان لشکر کشید و آل حسنویه را به مصالحه واداشت. وزیرش، ابوالفتح، که فرزند ابن عمید بود، قرارداد مصالحه را امضاء کرد.
رکن‌الدوله با امرای سامانی، به خصوص ابوالحسن سیمجور که از جانب سامانیان حکومت خراسان را داشت، اغلب در کشمکش بود. تنها وقتی صلح میان این دو دودمان پدید آمد، که امیر نوح دوم سامانی از دختر عضدالدوله خواستگاری کرد و این ازدواج هم صورت گرفت (۳۶۱ ه‍.ق) تا وقتی معزالدوله زنده بود، میان برادران و خانواده بویه اختلافی نبود. پس از مرگ معزالدوله (۳۵۶ ه‍.ق) که عزالدوله بختیار، پسر معزالدوله جانشین پدر شد اختلاف‌ها بالا گرفت. این مرد بیشتر نواحی شرق کرمان را در تصرف داشت و به همین دلیل هم، عضدالدوله در ۳۵۷ ه‍.ق یک لشکر کشی به کرمان انجام داده بود. عضدالدوله پسر رکن الدوله با عزالدوله پسر معزالدوله چندین بار به جنگ پرداخت. یکی از آن جنگ‌ها در حوالی بغداد بود که طی آن، عزالدوله شکست خورد و به موصل فرار کرد. معروف است وقتی این خبر را به رکن الدوله رساندند، از شدت خشم خود را از تخت به زیر انداخت و چند روز از خوردن بازماند.

## تاریخ سیاسی

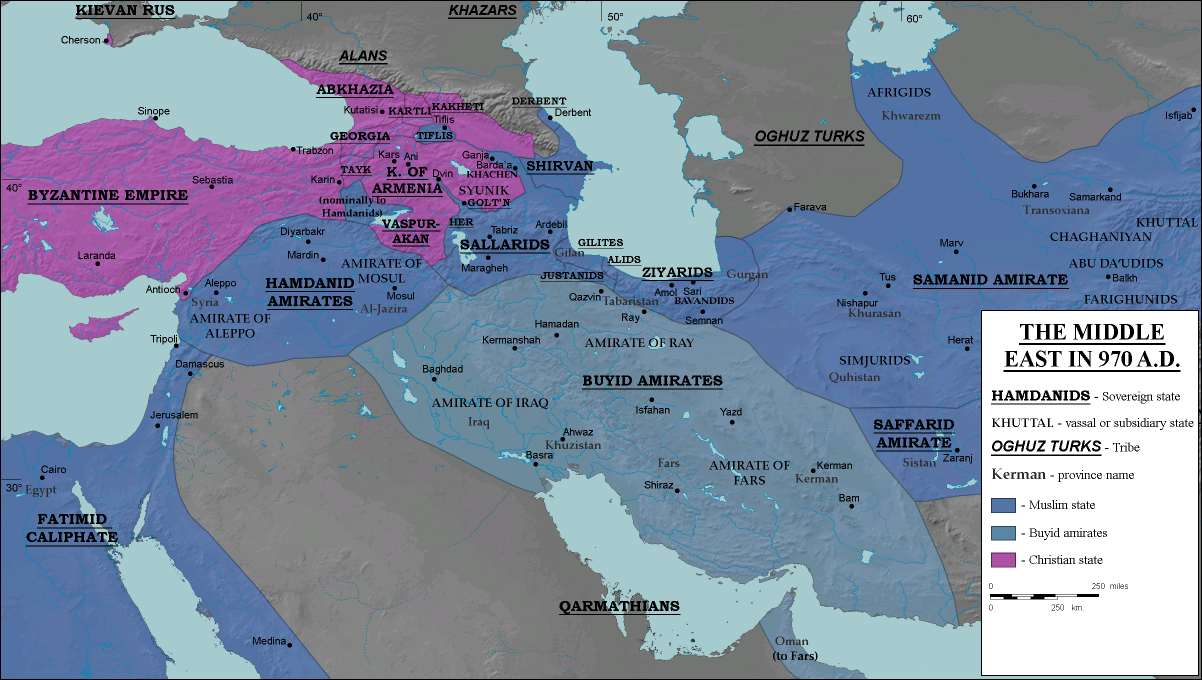
نقشه آل بویه و دیگر دولت‌های محلی در سال ۹۷۰ میلادی

### زمینه و بنیان‌گذاری
ابو شجاع بویه جد آل بویه سه پسر داشت: علی و حسن و احمد. هنگامی‌که ماکان کاکی بر طبرستان استیلا یافت، بویه جزو خدام او درآمد و پسرانش نیز با اسفار بن شیرویه و مرداویچ و وشمگیر پسران زیار، که خود را از نژاد ارغش پادشاه گیلان در عهد کیخسرو می‌دانستند، ملازمت ماکان می‌کردند تا آنکه اسفار بن شیرویه بر ماکان خروج کرد و بر دیلمستان مستولی گردید. اسفار بعد از یک سال کشته شد و مرداویج به جای او نشست. رستمدار، ری، مازندران، قزوین، ابهر، زنجان و طارم را بگرفت و در همدان دست به کشتار اهالی زد و کشتار زیاد هم نمود. مرداویج علی پسر بویه را با برادران به کرج ابودلف (کرهرود) فرستاد و خود عازم اصفهان گردید. در آن زمان مظفر بن یاقوت از جانب المقتدر عباسی حاکم اصفهان بود و به دفع مرداویج پرداخت ولی شکست خورد و به فارس نزد پدرش گریخت. یاقوت پدر مظفر با لشکریان فارس متوجه مرداویج گردید ولی از وی هم چیزی ساخته نشد و تارومار گردید. درین هنگام علی پسر بویه با برادران در ارجان بود که یاقوت دوهزار تن از دلاورترین مردان لشکر خود را به جنگ ایشان گسیل داشت تا بتواند شکست‌های پیهم خود و پسرش را جبران کند، درین پیکار نیز بخت یاقوت یاری نکرد آن‌ها نیز از پسران بویه شکست خورده فرار نمودند. پس ازین رویداد علی برادرش حسن را به کازرون فرستاد و حسن پس از تصرف کازرون سپاهی را که یاقوت به جنگ او فرستاده بود بار دیگر شکست داد. در سال ۳۲۲ جنگی سختی میان یاقوت و علی پسر بویه درگرفت، نخست گروهی از سربازان علی به یاقوت پناه بردند ولی یاقوت همه را سر برید، این عمل زشت یاقوت باعث توانمندتر شدن علی گردید زیرا یاران او چنین دیدند در وفاداری به وی استوارتر گردیدند. یاقوت درین جنگ نیز شکست خورد و برادر کوچکش احمد که نوزده سال داشت درین جنگ کشته شد. پس از شکست دادن یاقوت علی وارد شیراز شد و بر فارس مستولی گردید و بدین ترتیب کار خاندان بویه بالا گرفت و بوییان روی کار آمد. علی پسر بویه در شیراز در سرای مربوط به یاقوت نزول کرد. می‌گویند سپاهیان مواجب خود را از وی خواستند و او سخت گرفتار بی‌پولی بود، روزی در سرای خویش در اندیشه و پریشان نشسته بود و دید ماری از موضعی در سقف خانه بیرون آمد و به سوراخی رفت. علی فراشان را بخواست و فرمان داد تا مار را بیرون آورند. چون نیک بگشتند از آن سوراخ راه به اتاق دیگر یافتند که در آن صندوق‌های پر از مال بود که ارزش پانصد (پنجصد) هزار دینار داشت. این مال را علی بی‌درنگ در مواجب سربازان مصرف کرد. پس از آن نامه به الراضی بالله عباسی فرستاد و از وی خواست که مقاطعه شهرهای راکه در دست دارد بوی واگذارد و الراضی نیز پذیرفت. در این وقت مرداویج آمادگی حمله به شیراز را داشت که به دست غلامش کشته شد. دیگر کسی در میدان نبود که با پسران بویه رقابت کند. علی از سوی خلیفه بغداد «عمادالدوله» و حسن «رکن الدوله» و احمد به «معزالدوله» ملقب گردیدند.
علی بن بویه دیلمی ملقب به عمادالدوله. از اولین سلاطین دیلمی فارس، به همراه دو برادر کهتر خویش رکن الدوله حسن و معزالدوله احمد در اوان قیام داعیان علوی در گیلان و طبرستان بر کارداران امرای سامانی، در عداد یاران ماکان بن کاکی سردار دیلمی، درآمد؛ و پس از پریشانی احوال ماکان کاکی، این سه برادر به خدمت مرداویج بن زیار پیوستند و مرداویج مقدم آنان را گرامی داشت و هر کدام را مأمور قسمتی از عراق عجم کرد. از آن جمله علی (عمادالدوله) را نامزد کرج ابودلف کرد. وی در کرج ابودلف (کرهرود) با مردم و عمال مرداویج با مهربانی و مدارا رفتار کرد. سپس به فتح قلاع اطراف کرج پرداخت و به زودی در آن نواحی صاحب قدرت گردید؛ و در سال ۳۲۱ ه'. ق. اصفهان را که در آن هنگام مظفر بن یاقوت بر آن حکومت می‌کرد تسخیر کرد و چند ماهی بیش در آنجا نبود که مرداویج به سبب نگرانی خاطری که از عمادالدوله داشت، برادر خویش وشمگیر را با سپاهی انبوه برای دفع عمادالدوله بدانجا گسیل داشت. علی بن بویه نیز بدون جنگ و ستیز اصفهان را تخلیه کرد، و به ارجان، که ابوبکر بن یاقوت بر آن حکومت می‌کرد، رفت و در ماه ذی حجه سال ۳۲۱ ه'. ق. آنجا را تسخیر کرد؛ و به تدریج تا اواخر این سال سایر نواحی فارس را مسخر ساخت و سرانجام پس از جنگ سختی که با یاقوت حاکم شیراز کرد آنجا را نیز تحت نفوذ خویش درآورد. در این اوان مرداویج دست به تهیه سپاهی عظیم جهت راندن عمادالدوله از شیراز زد، ولی اجل مهلتش نداد و در سال ۳۲۳ به دست جمعی از غلامان ترک خود به قتل رسید و به این ترتیب عمادالدوله از شر دشمنی قوی‌پنجه رهایی یافت. عمادالدوله و رکن الدوله در سال ۳۲۲ برادر خویش معزالدوله دیلمی را مأمور فتح کرمان و براندازی دودمان بنو الیاس کردند. با خبر لشکرکشی معزالدوله دیلمی، ابوعلی الیاس از قلعه کرمان به بم و سپس سیستان فرار کرد. معزالدوله دیلمی در جیرفت به جنگ «علی کلویه» رئیس قبایل کوفج و بلوچ که نواحی کوهستانی شرق و جنوب کرمان را در کنترل داشت رفت. او در این جنگ از علی کلویه به سختی شکست خورد و دست چپ و تعدادی از انگستان دست راست خود را از دست داد اما زنده ماند. ظاهرا ابوعلی الیاس پس از این تاریخ در کرمان مستقر گردیده و به عنوان فرمانروای مستقل به حکمرانی پرداخته است. با زوال بنو الیاس در دوره فرمانروایی الیسع بن محمد بر کرمان در نهایت در زمان عضدالدوله کرمان  فتح و حکومت آل بویه بر کرمان با سرکوب قبایل کوفج و بلوچ تثبیت شد. عمادالدوله در سال ۳۲۹ ه. ق. در حین قلع و قمع شورشیان و مخالفان خویش، تا طبرستان پیش رفت، و در سال ۳۳۱، برادرش احمد، خوزستان را نیز جزء متصرفات آل بویه درآورد.
عمادالدوله در سال ۳۳۷ سخت مریض شد و بیماری او را به فکر آینده حکومتش انداخت و چون خود فرزندی نداشت از رکن الدوله حسن برادرش خواست، فرزندش فناخسرو را به شیراز بفرستد تا او را رسماً ولیعهد و جانشین خود معرفی کند فنا خسرو با آداب و تشریفات سلطنتی مورد استقبال قرار گرفت. عماد الدوله او را برتخت خود نشاند و مردم رسماً به او سلام پادشاهی دادند. عماد الدوله (عموی عضدالدوله) کار را تا بدانجا پیش برد که برای حفظ و تحکیم موقعیت آل بویه و عضد الدوله فرماندهان نظامی را که ممکن بود پس از مرگش از عضد الدوله تبعیت نکرده و طغیان کنند را دستگیر و به قتل رسانید. از جمله آنان می‌توان به شرنگین بن جلیس از سرداران دیلمی اشاره نمود. او سرانجام پس از واگذاشت کارها به برادرزاده خویش عضدالدوله، در سال ۳۳۸ درگذشت. عمادالدوله در تمام مدت امارت خود با مردم مهربانی کرد و بساط عدل و انصاف را در سراسر قلمرو خویش گستراند.
دوران عضد الدوله اوج قدرت و فرهنگ و هنر و ادب بود او نزد افرادی چون عبدالرحمان بن عمر بن سهل ابوحسین صوفی علم نجوم آموخته بود. او از علی بن حسین معروف به ابن اعلم که علوی بود، آموزش زیج گرفت و از ابو علی فارسی، دستور زبان عربی آموخت وی برای علما و فضلا و ارزش بسیاری قایل بود و در محضر آنان می‌نشست و درمسائل علمی و ادبی به مناظره می‌پرداخت علما در سرای عضد الدوله جایگاه مشخصی داشتند و در آن محل دور از جریانات سیاسی و اختلافات مذهبی به مباحثات علمی می‌پرداختند. قراین تاریخی، مانند سکه ای که بر یک روی آن تصویری به سبک تصاویر سکه‌های ساسانی نقش شده، به خوبی نشان می دهد که او می کوشیده در پی تلاش رکن الدوله، سلطنتی ایرانی برپا سازد. لقب شاهنشاه در میان برخی از فرمانروایان آل بویه نیز مؤید این معنی است. پزشکان در دربار وی اهمیت بسیار داشتند ازجمله ابوالحسن محمد طبری که طبیب مخصوص رکن الدوله بود وی حتی برای آموزش پزشکان بیمارستانی در بغداد به نام بیمارستان عضدی ایجاد کرده بود و کتاب‌های بسیاری از یونانی به عربی در این زمان ترجمه شد و به منجمان، ریاضی دانان، معماران، ادیبان و شاعران احترام بسیار روا می‌داشت. شاید بتوان او را مقتدرترین و علم دوست‌ترین پادشاه آل بویه دانست.
در آل بویه نخستین بار بود که پس از اسلام از عنوان شاهنشاه استفاده شده است که باعث متمایز شدن این دودمان شد تا آنجا ابوالفضل بیهقی در دربار رقیب غزنویان، آل بویه را شاهنشاهیان خواند. اختیار شدن این عنوان از سوی عمادالدوله همچنین مبین سروری او بر برادرانش که هر یک در قلمروی خود حکومت می‌کردند ولی دست نشانده او تلقی می‌شدند نه همتایش و نیز شاهزادگان دیلمی بود. آل بویه ادعا داشتند که نسب آن‌ها به ساسانیان می‌رسد.
محدوده جغرافیایی امپراتوری آل بویه در زمان عضدالدوله از عمان تا دریای خزر و از کرمان تا سرحدات شمالی سوریه می‌رسید. عضدالدوله پس از فراغت از جنگ‌ها، به بغداد نقل مکان کرد. هر چند که شیراز تختگاه اولیه عضدالدوله، همچنان موقعیت سنتی پایتخت آل بویه را برای خود حفظ کرد و نیز حضور سنگین عضدالدوله در بغداد موجب کشمکش‌های زیادی میان وی و خلیفه عباسی گردید، اما در عمل عضدالدوله موفق شد قدرت خلیفه را به تشریفات مذهبی محدود کرده، شکلی اولیه از جدایی مذهب از حکومت را به وجود آورد. در سال ۳۶۷ ه‍.ق / ۹۷۷ م پس از شکست عزالدوله، مراسم مفصلی در بغداد برگزار گردید که طی آن عضدالدوله از خلیفه تاج و علم و لقب تاج المله را دریافت کرد. تکلف و پیچیدگی مراسم تاج گذاری عضدالدوله یاد آورد سنتهای تاج‌گذاری برخی پادشاهان سده‌های میانه در اروپا در حضور پاپ است.
با مرگ عضدالدوله دیلمی در شوال ۳۷۲ ق / مارس ۹۸۳ م، بزرگان قوم اعلام وفات او را برای سه ماه به تعویق انداختند و پس از به خاک سپاری جنازه عضدالدوله در نجف، پسرش ابوکالیجار در بغداد به امارت نشست. خلیفه هم او را صمصام الدوله لقب داد «محرم ۳۷۳ ق / ژوئن ۹۸۳ م». با امارت صمصام الدوله، اختلاف وی با برادر دیگرش ابوالفوارس شیردل که فارس را تصرف کرده بود بالا گرفت. نزاع این دو برادر طولانی شد و بعد از حوادث بسیار شرف الدوله غلبه یافت و صمصام الدوله را به زندان انداخت. «رمضان ۳۷۶ ق / ژانویه ۹۸۷ م» و دستور داد تا وی را نابینا کنند. با مرگ شرف الدوله «۳۷۹ ق / ۹۸۹ م» برادرش ابونصر ملقب به بهاءالدوله به جای او نشست. بهاء الدوله از همان اوان امارت مواجه با مخالفت برادر بزرگترش صمصام الدوله شد. با این حال، علی‌رغم نابینایی، در فارس به طلب قدرت برخاسته بود و طالب سهم خود از قلمرو پدر بود. سرانجام پس از جنگ‌های پی در پی، بصره و اهواز به همراه فارس به دست صمصام الدوله افتاد و بغداد و نواحی دیگر برای بهاء الدوله ماند. اما فرمانروایی صمصام پس از مصالحه با بهاء الدوله دیری نپایید و خشونت رفتار او با ترکان فارس و بی تدبیریهایی که در حفظ اتحاد دیالمه آن سرزمین کرد موجب تزلزل قدرتش شد. سرانجام به وسیله پسران عزالدوله بختیار، که از زندان عضدالدوله پس از سال‌ها رهای یافته بودند، به قتل رسید «ذی الحجه ۳۸۸ ق / دسامبر ۹۹۸ م» و بهاء الدوله از تهدید و مخالفت او نجات پیدا کرد.

### شجره‌نامه
|                                                   |                                                   |                                                   |                                                   |                                                   |                                                   |                                              |                                              |                                              |                                              |                                              |                                              |                                              |                                              |  |  |                                               |                                               |                                               |                                               |                                               |                                               |  |  | بویه پسر پناه‌خسرو                                           |                                                             |                                                             |                                                             |                                                             |                                                             |                                         |                                         |                                                            |                                                            |                                                            |                                                            |                                                            |                                                            |                                                   |                                                   |                                                    |                                                    |                                                    |                                                    |                                                    |                                                    |  |  |  |  |  |  |  |  |  |  |  |  |  |  |  |  |  |  |  |  |  |  |  |  |  |  |  |  |  |  |  |  |  |  |
|                                                   |                                                   |                                                   |                                                   |                                                   |                                                   |                                              |                                              |                                              |                                              |                                              |                                              |                                              |                                              |  |  |                                               |                                               |                                               |                                               |                                               |                                               |  |  |                                                             |                                                             |                                                             |                                                             |                                                             |                                                             |                                         |                                         |                                                            |                                                            |                                                            |                                                            |                                                            |                                                            |                                                   |                                                   |                                                    |                                                    |                                                    |                                                    |                                                    |                                                    |  |  |  |  |  |  |  |  |  |  |  |  |  |  |  |  |  |  |  |  |  |  |  |  |  |  |  |  |  |  |  |  |  |  |
|                                                   |                                                   |                                                   |                                                   |                                                   |                                                   |                                              |                                              |                                              |                                              |                                              |                                              |                                              |                                              |  |  |                                               |                                               |                                               |                                               |                                               |                                               |  |  |                                                             |                                                             |                                                             |                                                             |                                                             |                                                             |                                         |                                         |                                                            |                                                            |                                                            |                                                            |                                                            |                                                            |                                                   |                                                   |                                                    |                                                    |                                                    |                                                    |                                                    |                                                    |  |  |  |  |  |  |  |  |  |  |  |  |  |  |  |  |  |  |  |  |  |  |  |  |  |  |  |  |  |  |  |  |  |  |
|                                                   |                                                   |                                                   |                                                   |                                                   |                                                   | عمادالدوله علی فرمانروایی ۳۱۳ تا ۳۲۸ خورشیدی | عمادالدوله علی فرمانروایی ۳۱۳ تا ۳۲۸ خورشیدی | عمادالدوله علی فرمانروایی ۳۱۳ تا ۳۲۸ خورشیدی | عمادالدوله علی فرمانروایی ۳۱۳ تا ۳۲۸ خورشیدی | عمادالدوله علی فرمانروایی ۳۱۳ تا ۳۲۸ خورشیدی | عمادالدوله علی فرمانروایی ۳۱۳ تا ۳۲۸ خورشیدی |                                              |                                              |  |  |                                               |                                               |                                               |                                               |                                               |                                               |  |  | رکن‌الدوله حسن فرمانروایی ۳۱۴ تا ۳۵۵ خورشیدی                 | رکن‌الدوله حسن فرمانروایی ۳۱۴ تا ۳۵۵ خورشیدی                 | رکن‌الدوله حسن فرمانروایی ۳۱۴ تا ۳۵۵ خورشیدی                 | رکن‌الدوله حسن فرمانروایی ۳۱۴ تا ۳۵۵ خورشیدی                 | رکن‌الدوله حسن فرمانروایی ۳۱۴ تا ۳۵۵ خورشیدی                 | رکن‌الدوله حسن فرمانروایی ۳۱۴ تا ۳۵۵ خورشیدی                 |                                         |                                         |                                                            |                                                            |                                                            |                                                            |                                                            |                                                            |                                                   |                                                   | معزالدوله احمد فرمانروایی ۳۲۴ تا ۳۴۶ خورشیدی       | معزالدوله احمد فرمانروایی ۳۲۴ تا ۳۴۶ خورشیدی       | معزالدوله احمد فرمانروایی ۳۲۴ تا ۳۴۶ خورشیدی       | معزالدوله احمد فرمانروایی ۳۲۴ تا ۳۴۶ خورشیدی       | معزالدوله احمد فرمانروایی ۳۲۴ تا ۳۴۶ خورشیدی       | معزالدوله احمد فرمانروایی ۳۲۴ تا ۳۴۶ خورشیدی       |  |  |  |  |  |  |  |  |  |  |  |  |  |  |  |  |  |  |  |  |  |  |  |  |  |  |  |  |  |  |  |  |  |  |
|                                                   |                                                   |                                                   |                                                   |                                                   |                                                   | عمادالدوله علی فرمانروایی ۳۱۳ تا ۳۲۸ خورشیدی | عمادالدوله علی فرمانروایی ۳۱۳ تا ۳۲۸ خورشیدی | عمادالدوله علی فرمانروایی ۳۱۳ تا ۳۲۸ خورشیدی | عمادالدوله علی فرمانروایی ۳۱۳ تا ۳۲۸ خورشیدی | عمادالدوله علی فرمانروایی ۳۱۳ تا ۳۲۸ خورشیدی | عمادالدوله علی فرمانروایی ۳۱۳ تا ۳۲۸ خورشیدی |                                              |                                              |  |  |                                               |                                               |                                               |                                               |                                               |                                               |  |  | رکن‌الدوله حسن فرمانروایی ۳۱۴ تا ۳۵۵ خورشیدی                 | رکن‌الدوله حسن فرمانروایی ۳۱۴ تا ۳۵۵ خورشیدی                 | رکن‌الدوله حسن فرمانروایی ۳۱۴ تا ۳۵۵ خورشیدی                 | رکن‌الدوله حسن فرمانروایی ۳۱۴ تا ۳۵۵ خورشیدی                 | رکن‌الدوله حسن فرمانروایی ۳۱۴ تا ۳۵۵ خورشیدی                 | رکن‌الدوله حسن فرمانروایی ۳۱۴ تا ۳۵۵ خورشیدی                 |                                         |                                         |                                                            |                                                            |                                                            |                                                            |                                                            |                                                            |                                                   |                                                   | معزالدوله احمد فرمانروایی ۳۲۴ تا ۳۴۶ خورشیدی       | معزالدوله احمد فرمانروایی ۳۲۴ تا ۳۴۶ خورشیدی       | معزالدوله احمد فرمانروایی ۳۲۴ تا ۳۴۶ خورشیدی       | معزالدوله احمد فرمانروایی ۳۲۴ تا ۳۴۶ خورشیدی       | معزالدوله احمد فرمانروایی ۳۲۴ تا ۳۴۶ خورشیدی       | معزالدوله احمد فرمانروایی ۳۲۴ تا ۳۴۶ خورشیدی       |  |  |  |  |  |  |  |  |  |  |  |  |  |  |  |  |  |  |  |  |  |  |  |  |  |  |  |  |  |  |  |  |  |  |
|                                                   |                                                   |                                                   |                                                   |                                                   |                                                   |                                              |                                              |                                              |                                              |                                              |                                              |                                              |                                              |  |  |                                               |                                               |                                               |                                               |                                               |                                               |  |  |                                                             |                                                             |                                                             |                                                             |                                                             |                                                             |                                         |                                         |                                                            |                                                            |                                                            |                                                            |                                                            |                                                            |                                                   |                                                   |                                                    |                                                    |                                                    |                                                    |                                                    |                                                    |  |  |  |  |  |  |  |  |  |  |  |  |  |  |  |  |  |  |  |  |  |  |  |  |  |  |  |  |  |  |  |  |  |  |
|                                                   |                                                   |                                                   |                                                   |                                                   |                                                   |                                              |                                              |                                              |                                              |                                              |                                              |                                              |                                              |  |  | فخرالدوله علی فرمانروایی ۳۵۵ تا ۳۵۹ خورشیدی   | فخرالدوله علی فرمانروایی ۳۵۵ تا ۳۵۹ خورشیدی   | فخرالدوله علی فرمانروایی ۳۵۵ تا ۳۵۹ خورشیدی   | فخرالدوله علی فرمانروایی ۳۵۵ تا ۳۵۹ خورشیدی   | فخرالدوله علی فرمانروایی ۳۵۵ تا ۳۵۹ خورشیدی   | فخرالدوله علی فرمانروایی ۳۵۵ تا ۳۵۹ خورشیدی   |  |  | عضدالدوله پناه‌خسرو فرمانروایی ۳۲۸ تا ۳۶۲ خورشیدی            | عضدالدوله پناه‌خسرو فرمانروایی ۳۲۸ تا ۳۶۲ خورشیدی            | عضدالدوله پناه‌خسرو فرمانروایی ۳۲۸ تا ۳۶۲ خورشیدی            | عضدالدوله پناه‌خسرو فرمانروایی ۳۲۸ تا ۳۶۲ خورشیدی            | عضدالدوله پناه‌خسرو فرمانروایی ۳۲۸ تا ۳۶۲ خورشیدی            | عضدالدوله پناه‌خسرو فرمانروایی ۳۲۸ تا ۳۶۲ خورشیدی            |                                         |                                         | مؤیدالدوله بویه فرمانروایی ۳۵۹ تا ۳۶۲ خورشیدی              | مؤیدالدوله بویه فرمانروایی ۳۵۹ تا ۳۶۲ خورشیدی              | مؤیدالدوله بویه فرمانروایی ۳۵۹ تا ۳۶۲ خورشیدی              | مؤیدالدوله بویه فرمانروایی ۳۵۹ تا ۳۶۲ خورشیدی              | مؤیدالدوله بویه فرمانروایی ۳۵۹ تا ۳۶۲ خورشیدی              | مؤیدالدوله بویه فرمانروایی ۳۵۹ تا ۳۶۲ خورشیدی              |                                                   |                                                   | عزالدوله بختیار فرمانروایی ۳۴۵ تا ۳۵۷ خورشیدی      | عزالدوله بختیار فرمانروایی ۳۴۵ تا ۳۵۷ خورشیدی      | عزالدوله بختیار فرمانروایی ۳۴۵ تا ۳۵۷ خورشیدی      | عزالدوله بختیار فرمانروایی ۳۴۵ تا ۳۵۷ خورشیدی      | عزالدوله بختیار فرمانروایی ۳۴۵ تا ۳۵۷ خورشیدی      | عزالدوله بختیار فرمانروایی ۳۴۵ تا ۳۵۷ خورشیدی      |  |  |  |  |  |  |  |  |  |  |  |  |  |  |  |  |  |  |  |  |  |  |  |  |  |  |  |  |  |  |  |  |  |  |
|                                                   |                                                   |                                                   |                                                   |                                                   |                                                   |                                              |                                              |                                              |                                              |                                              |                                              |                                              |                                              |  |  | فخرالدوله علی فرمانروایی ۳۵۵ تا ۳۵۹ خورشیدی   | فخرالدوله علی فرمانروایی ۳۵۵ تا ۳۵۹ خورشیدی   | فخرالدوله علی فرمانروایی ۳۵۵ تا ۳۵۹ خورشیدی   | فخرالدوله علی فرمانروایی ۳۵۵ تا ۳۵۹ خورشیدی   | فخرالدوله علی فرمانروایی ۳۵۵ تا ۳۵۹ خورشیدی   | فخرالدوله علی فرمانروایی ۳۵۵ تا ۳۵۹ خورشیدی   |  |  | عضدالدوله پناه‌خسرو فرمانروایی ۳۲۸ تا ۳۶۲ خورشیدی            | عضدالدوله پناه‌خسرو فرمانروایی ۳۲۸ تا ۳۶۲ خورشیدی            | عضدالدوله پناه‌خسرو فرمانروایی ۳۲۸ تا ۳۶۲ خورشیدی            | عضدالدوله پناه‌خسرو فرمانروایی ۳۲۸ تا ۳۶۲ خورشیدی            | عضدالدوله پناه‌خسرو فرمانروایی ۳۲۸ تا ۳۶۲ خورشیدی            | عضدالدوله پناه‌خسرو فرمانروایی ۳۲۸ تا ۳۶۲ خورشیدی            |                                         |                                         | مؤیدالدوله بویه فرمانروایی ۳۵۹ تا ۳۶۲ خورشیدی              | مؤیدالدوله بویه فرمانروایی ۳۵۹ تا ۳۶۲ خورشیدی              | مؤیدالدوله بویه فرمانروایی ۳۵۹ تا ۳۶۲ خورشیدی              | مؤیدالدوله بویه فرمانروایی ۳۵۹ تا ۳۶۲ خورشیدی              | مؤیدالدوله بویه فرمانروایی ۳۵۹ تا ۳۶۲ خورشیدی              | مؤیدالدوله بویه فرمانروایی ۳۵۹ تا ۳۶۲ خورشیدی              |                                                   |                                                   | عزالدوله بختیار فرمانروایی ۳۴۵ تا ۳۵۷ خورشیدی      | عزالدوله بختیار فرمانروایی ۳۴۵ تا ۳۵۷ خورشیدی      | عزالدوله بختیار فرمانروایی ۳۴۵ تا ۳۵۷ خورشیدی      | عزالدوله بختیار فرمانروایی ۳۴۵ تا ۳۵۷ خورشیدی      | عزالدوله بختیار فرمانروایی ۳۴۵ تا ۳۵۷ خورشیدی      | عزالدوله بختیار فرمانروایی ۳۴۵ تا ۳۵۷ خورشیدی      |  |  |  |  |  |  |  |  |  |  |  |  |  |  |  |  |  |  |  |  |  |  |  |  |  |  |  |  |  |  |  |  |  |  |
|                                                   |                                                   |                                                   |                                                   |                                                   |                                                   |                                              |                                              |                                              |                                              |                                              |                                              |                                              |                                              |  |  |                                               |                                               |                                               |                                               |                                               |                                               |  |  |                                                             |                                                             |                                                             |                                                             |                                                             |                                                             |                                         |                                         |                                                            |                                                            |                                                            |                                                            |                                                            |                                                            |                                                   |                                                   |                                                    |                                                    |                                                    |                                                    |                                                    |                                                    |  |  |  |  |  |  |  |  |  |  |  |  |  |  |  |  |  |  |  |  |  |  |  |  |  |  |  |  |  |  |  |  |  |  |
|                                                   |                                                   |                                                   |                                                   |                                                   |                                                   |                                              |                                              |                                              |                                              |                                              |                                              |                                              |                                              |  |  |                                               |                                               |                                               |                                               |                                               |                                               |  |  |                                                             |                                                             |                                                             |                                                             |                                                             |                                                             |                                         |                                         |                                                            |                                                            |                                                            |                                                            |                                                            |                                                            |                                                   |                                                   |                                                    |                                                    |                                                    |                                                    |                                                    |                                                    |  |  |  |  |  |  |  |  |  |  |  |  |  |  |  |  |  |  |  |  |  |  |  |  |  |  |  |  |  |  |  |  |  |  |
| شمس‌الدوله شاه‌خسرو فرمانروایی ۳۷۶ تا ۴۰۰ خورشیدی   | شمس‌الدوله شاه‌خسرو فرمانروایی ۳۷۶ تا ۴۰۰ خورشیدی   | شمس‌الدوله شاه‌خسرو فرمانروایی ۳۷۶ تا ۴۰۰ خورشیدی   | شمس‌الدوله شاه‌خسرو فرمانروایی ۳۷۶ تا ۴۰۰ خورشیدی   | شمس‌الدوله شاه‌خسرو فرمانروایی ۳۷۶ تا ۴۰۰ خورشیدی   | شمس‌الدوله شاه‌خسرو فرمانروایی ۳۷۶ تا ۴۰۰ خورشیدی   |                                              |                                              | مجدالدوله رستم فرمانروایی ۳۷۶ تا ۴۰۸ خورشیدی | مجدالدوله رستم فرمانروایی ۳۷۶ تا ۴۰۸ خورشیدی | مجدالدوله رستم فرمانروایی ۳۷۶ تا ۴۰۸ خورشیدی | مجدالدوله رستم فرمانروایی ۳۷۶ تا ۴۰۸ خورشیدی | مجدالدوله رستم فرمانروایی ۳۷۶ تا ۴۰۸ خورشیدی | مجدالدوله رستم فرمانروایی ۳۷۶ تا ۴۰۸ خورشیدی |  |  | شرف‌الدوله شیردل فرمانروایی ۳۶۲ تا ۳۶۸ خورشیدی | شرف‌الدوله شیردل فرمانروایی ۳۶۲ تا ۳۶۸ خورشیدی | شرف‌الدوله شیردل فرمانروایی ۳۶۲ تا ۳۶۸ خورشیدی | شرف‌الدوله شیردل فرمانروایی ۳۶۲ تا ۳۶۸ خورشیدی | شرف‌الدوله شیردل فرمانروایی ۳۶۲ تا ۳۶۸ خورشیدی | شرف‌الدوله شیردل فرمانروایی ۳۶۲ تا ۳۶۸ خورشیدی |  |  | صمصام‌الدوله ابوکالیجار مرزبان فرمانروایی ۳۶۸ تا ۳۷۷ خورشیدی | صمصام‌الدوله ابوکالیجار مرزبان فرمانروایی ۳۶۸ تا ۳۷۷ خورشیدی | صمصام‌الدوله ابوکالیجار مرزبان فرمانروایی ۳۶۸ تا ۳۷۷ خورشیدی | صمصام‌الدوله ابوکالیجار مرزبان فرمانروایی ۳۶۸ تا ۳۷۷ خورشیدی | صمصام‌الدوله ابوکالیجار مرزبان فرمانروایی ۳۶۸ تا ۳۷۷ خورشیدی | صمصام‌الدوله ابوکالیجار مرزبان فرمانروایی ۳۶۸ تا ۳۷۷ خورشیدی |                                         |                                         | بهاءالدوله پیروز خوارشاذ فرمانروایی ۳۷۷ تا ۳۹۱ خورشیدی     | بهاءالدوله پیروز خوارشاذ فرمانروایی ۳۷۷ تا ۳۹۱ خورشیدی     | بهاءالدوله پیروز خوارشاذ فرمانروایی ۳۷۷ تا ۳۹۱ خورشیدی     | بهاءالدوله پیروز خوارشاذ فرمانروایی ۳۷۷ تا ۳۹۱ خورشیدی     | بهاءالدوله پیروز خوارشاذ فرمانروایی ۳۷۷ تا ۳۹۱ خورشیدی     | بهاءالدوله پیروز خوارشاذ فرمانروایی ۳۷۷ تا ۳۹۱ خورشیدی     |                                                   |                                                   |                                                    |                                                    |                                                    |                                                    |                                                    |                                                    |  |  |  |  |  |  |  |  |  |  |  |  |  |  |  |  |  |  |  |  |  |  |  |  |  |  |  |  |  |  |  |  |  |  |
| شمس‌الدوله شاه‌خسرو فرمانروایی ۳۷۶ تا ۴۰۰ خورشیدی   | شمس‌الدوله شاه‌خسرو فرمانروایی ۳۷۶ تا ۴۰۰ خورشیدی   | شمس‌الدوله شاه‌خسرو فرمانروایی ۳۷۶ تا ۴۰۰ خورشیدی   | شمس‌الدوله شاه‌خسرو فرمانروایی ۳۷۶ تا ۴۰۰ خورشیدی   | شمس‌الدوله شاه‌خسرو فرمانروایی ۳۷۶ تا ۴۰۰ خورشیدی   | شمس‌الدوله شاه‌خسرو فرمانروایی ۳۷۶ تا ۴۰۰ خورشیدی   |                                              |                                              | مجدالدوله رستم فرمانروایی ۳۷۶ تا ۴۰۸ خورشیدی | مجدالدوله رستم فرمانروایی ۳۷۶ تا ۴۰۸ خورشیدی | مجدالدوله رستم فرمانروایی ۳۷۶ تا ۴۰۸ خورشیدی | مجدالدوله رستم فرمانروایی ۳۷۶ تا ۴۰۸ خورشیدی | مجدالدوله رستم فرمانروایی ۳۷۶ تا ۴۰۸ خورشیدی | مجدالدوله رستم فرمانروایی ۳۷۶ تا ۴۰۸ خورشیدی |  |  | شرف‌الدوله شیردل فرمانروایی ۳۶۲ تا ۳۶۸ خورشیدی | شرف‌الدوله شیردل فرمانروایی ۳۶۲ تا ۳۶۸ خورشیدی | شرف‌الدوله شیردل فرمانروایی ۳۶۲ تا ۳۶۸ خورشیدی | شرف‌الدوله شیردل فرمانروایی ۳۶۲ تا ۳۶۸ خورشیدی | شرف‌الدوله شیردل فرمانروایی ۳۶۲ تا ۳۶۸ خورشیدی | شرف‌الدوله شیردل فرمانروایی ۳۶۲ تا ۳۶۸ خورشیدی |  |  | صمصام‌الدوله ابوکالیجار مرزبان فرمانروایی ۳۶۸ تا ۳۷۷ خورشیدی | صمصام‌الدوله ابوکالیجار مرزبان فرمانروایی ۳۶۸ تا ۳۷۷ خورشیدی | صمصام‌الدوله ابوکالیجار مرزبان فرمانروایی ۳۶۸ تا ۳۷۷ خورشیدی | صمصام‌الدوله ابوکالیجار مرزبان فرمانروایی ۳۶۸ تا ۳۷۷ خورشیدی | صمصام‌الدوله ابوکالیجار مرزبان فرمانروایی ۳۶۸ تا ۳۷۷ خورشیدی | صمصام‌الدوله ابوکالیجار مرزبان فرمانروایی ۳۶۸ تا ۳۷۷ خورشیدی |                                         |                                         | بهاءالدوله پیروز خوارشاذ فرمانروایی ۳۷۷ تا ۳۹۱ خورشیدی     | بهاءالدوله پیروز خوارشاذ فرمانروایی ۳۷۷ تا ۳۹۱ خورشیدی     | بهاءالدوله پیروز خوارشاذ فرمانروایی ۳۷۷ تا ۳۹۱ خورشیدی     | بهاءالدوله پیروز خوارشاذ فرمانروایی ۳۷۷ تا ۳۹۱ خورشیدی     | بهاءالدوله پیروز خوارشاذ فرمانروایی ۳۷۷ تا ۳۹۱ خورشیدی     | بهاءالدوله پیروز خوارشاذ فرمانروایی ۳۷۷ تا ۳۹۱ خورشیدی     |                                                   |                                                   |                                                    |                                                    |                                                    |                                                    |                                                    |                                                    |  |  |  |  |  |  |  |  |  |  |  |  |  |  |  |  |  |  |  |  |  |  |  |  |  |  |  |  |  |  |  |  |  |  |
|                                                   |                                                   |                                                   |                                                   |                                                   |                                                   |                                              |                                              |                                              |                                              |                                              |                                              |                                              |                                              |  |  |                                               |                                               |                                               |                                               |                                               |                                               |  |  |                                                             |                                                             |                                                             |                                                             |                                                             |                                                             |                                         |                                         |                                                            |                                                            |                                                            |                                                            |                                                            |                                                            |                                                   |                                                   |                                                    |                                                    |                                                    |                                                    |                                                    |                                                    |  |  |  |  |  |  |  |  |  |  |  |  |  |  |  |  |  |  |  |  |  |  |  |  |  |  |  |  |  |  |  |  |  |  |
| سماءالدوله ابوالحسن فرمانروایی ۴۰۰ تا ۴۰۳ خورشیدی | سماءالدوله ابوالحسن فرمانروایی ۴۰۰ تا ۴۰۳ خورشیدی | سماءالدوله ابوالحسن فرمانروایی ۴۰۰ تا ۴۰۳ خورشیدی | سماءالدوله ابوالحسن فرمانروایی ۴۰۰ تا ۴۰۳ خورشیدی | سماءالدوله ابوالحسن فرمانروایی ۴۰۰ تا ۴۰۳ خورشیدی | سماءالدوله ابوالحسن فرمانروایی ۴۰۰ تا ۴۰۳ خورشیدی |                                              |                                              |                                              |                                              |                                              |                                              |                                              |                                              |  |  |                                               |                                               |                                               |                                               |                                               |                                               |  |  | قوام‌الدوله شیردل فرمانروایی ۳۹۱ تا ۴۰۷ خورشیدی              | قوام‌الدوله شیردل فرمانروایی ۳۹۱ تا ۴۰۷ خورشیدی              | قوام‌الدوله شیردل فرمانروایی ۳۹۱ تا ۴۰۷ خورشیدی              | قوام‌الدوله شیردل فرمانروایی ۳۹۱ تا ۴۰۷ خورشیدی              | قوام‌الدوله شیردل فرمانروایی ۳۹۱ تا ۴۰۷ خورشیدی              | قوام‌الدوله شیردل فرمانروایی ۳۹۱ تا ۴۰۷ خورشیدی              |                                         |                                         | سلطان‌الدوله پناه‌خسرو فرمانروایی ۳۹۱ تا ۴۰۳ خورشیدی         | سلطان‌الدوله پناه‌خسرو فرمانروایی ۳۹۱ تا ۴۰۳ خورشیدی         | سلطان‌الدوله پناه‌خسرو فرمانروایی ۳۹۱ تا ۴۰۳ خورشیدی         | سلطان‌الدوله پناه‌خسرو فرمانروایی ۳۹۱ تا ۴۰۳ خورشیدی         | سلطان‌الدوله پناه‌خسرو فرمانروایی ۳۹۱ تا ۴۰۳ خورشیدی         | سلطان‌الدوله پناه‌خسرو فرمانروایی ۳۹۱ تا ۴۰۳ خورشیدی         |                                                   |                                                   | مشرف‌الدوله حسن فرمانروایی ۳۶۶ تا ۳۶۸ خورشیدی       | مشرف‌الدوله حسن فرمانروایی ۳۶۶ تا ۳۶۸ خورشیدی       | مشرف‌الدوله حسن فرمانروایی ۳۶۶ تا ۳۶۸ خورشیدی       | مشرف‌الدوله حسن فرمانروایی ۳۶۶ تا ۳۶۸ خورشیدی       | مشرف‌الدوله حسن فرمانروایی ۳۶۶ تا ۳۶۸ خورشیدی       | مشرف‌الدوله حسن فرمانروایی ۳۶۶ تا ۳۶۸ خورشیدی       |  |  |  |  |  |  |  |  |  |  |  |  |  |  |  |  |  |  |  |  |  |  |  |  |  |  |  |  |  |  |  |  |  |  |
| سماءالدوله ابوالحسن فرمانروایی ۴۰۰ تا ۴۰۳ خورشیدی | سماءالدوله ابوالحسن فرمانروایی ۴۰۰ تا ۴۰۳ خورشیدی | سماءالدوله ابوالحسن فرمانروایی ۴۰۰ تا ۴۰۳ خورشیدی | سماءالدوله ابوالحسن فرمانروایی ۴۰۰ تا ۴۰۳ خورشیدی | سماءالدوله ابوالحسن فرمانروایی ۴۰۰ تا ۴۰۳ خورشیدی | سماءالدوله ابوالحسن فرمانروایی ۴۰۰ تا ۴۰۳ خورشیدی |                                              |                                              |                                              |                                              |                                              |                                              |                                              |                                              |  |  |                                               |                                               |                                               |                                               |                                               |                                               |  |  | قوام‌الدوله شیردل فرمانروایی ۳۹۱ تا ۴۰۷ خورشیدی              | قوام‌الدوله شیردل فرمانروایی ۳۹۱ تا ۴۰۷ خورشیدی              | قوام‌الدوله شیردل فرمانروایی ۳۹۱ تا ۴۰۷ خورشیدی              | قوام‌الدوله شیردل فرمانروایی ۳۹۱ تا ۴۰۷ خورشیدی              | قوام‌الدوله شیردل فرمانروایی ۳۹۱ تا ۴۰۷ خورشیدی              | قوام‌الدوله شیردل فرمانروایی ۳۹۱ تا ۴۰۷ خورشیدی              |                                         |                                         | سلطان‌الدوله پناه‌خسرو فرمانروایی ۳۹۱ تا ۴۰۳ خورشیدی         | سلطان‌الدوله پناه‌خسرو فرمانروایی ۳۹۱ تا ۴۰۳ خورشیدی         | سلطان‌الدوله پناه‌خسرو فرمانروایی ۳۹۱ تا ۴۰۳ خورشیدی         | سلطان‌الدوله پناه‌خسرو فرمانروایی ۳۹۱ تا ۴۰۳ خورشیدی         | سلطان‌الدوله پناه‌خسرو فرمانروایی ۳۹۱ تا ۴۰۳ خورشیدی         | سلطان‌الدوله پناه‌خسرو فرمانروایی ۳۹۱ تا ۴۰۳ خورشیدی         |                                                   |                                                   | مشرف‌الدوله حسن فرمانروایی ۳۶۶ تا ۳۶۸ خورشیدی       | مشرف‌الدوله حسن فرمانروایی ۳۶۶ تا ۳۶۸ خورشیدی       | مشرف‌الدوله حسن فرمانروایی ۳۶۶ تا ۳۶۸ خورشیدی       | مشرف‌الدوله حسن فرمانروایی ۳۶۶ تا ۳۶۸ خورشیدی       | مشرف‌الدوله حسن فرمانروایی ۳۶۶ تا ۳۶۸ خورشیدی       | مشرف‌الدوله حسن فرمانروایی ۳۶۶ تا ۳۶۸ خورشیدی       |  |  |  |  |  |  |  |  |  |  |  |  |  |  |  |  |  |  |  |  |  |  |  |  |  |  |  |  |  |  |  |  |  |  |
|                                                   |                                                   |                                                   |                                                   |                                                   |                                                   |                                              |                                              |                                              |                                              |                                              |                                              |                                              |                                              |  |  |                                               |                                               |                                               |                                               |                                               |                                               |  |  |                                                             |                                                             |                                                             |                                                             |                                                             |                                                             |                                         |                                         | عمادالدوله ابوکالیجار مرزبان فرمانروایی ۴۰۳ تا ۴۲۷ خورشیدی | عمادالدوله ابوکالیجار مرزبان فرمانروایی ۴۰۳ تا ۴۲۷ خورشیدی | عمادالدوله ابوکالیجار مرزبان فرمانروایی ۴۰۳ تا ۴۲۷ خورشیدی | عمادالدوله ابوکالیجار مرزبان فرمانروایی ۴۰۳ تا ۴۲۷ خورشیدی | عمادالدوله ابوکالیجار مرزبان فرمانروایی ۴۰۳ تا ۴۲۷ خورشیدی | عمادالدوله ابوکالیجار مرزبان فرمانروایی ۴۰۳ تا ۴۲۷ خورشیدی |                                                   |                                                   | جلال‌الدوله پیروزخسرو فرمانروایی ۴۰۴ تا ۴۲۳ خورشیدی | جلال‌الدوله پیروزخسرو فرمانروایی ۴۰۴ تا ۴۲۳ خورشیدی | جلال‌الدوله پیروزخسرو فرمانروایی ۴۰۴ تا ۴۲۳ خورشیدی | جلال‌الدوله پیروزخسرو فرمانروایی ۴۰۴ تا ۴۲۳ خورشیدی | جلال‌الدوله پیروزخسرو فرمانروایی ۴۰۴ تا ۴۲۳ خورشیدی | جلال‌الدوله پیروزخسرو فرمانروایی ۴۰۴ تا ۴۲۳ خورشیدی |  |  |  |  |  |  |  |  |  |  |  |  |  |  |  |  |  |  |  |  |  |  |  |  |  |  |  |  |  |  |  |  |  |  |
|                                                   |                                                   |                                                   |                                                   |                                                   |                                                   |                                              |                                              |                                              |                                              |                                              |                                              |                                              |                                              |  |  |                                               |                                               |                                               |                                               |                                               |                                               |  |  |                                                             |                                                             |                                                             |                                                             |                                                             |                                                             |                                         |                                         | عمادالدوله ابوکالیجار مرزبان فرمانروایی ۴۰۳ تا ۴۲۷ خورشیدی | عمادالدوله ابوکالیجار مرزبان فرمانروایی ۴۰۳ تا ۴۲۷ خورشیدی | عمادالدوله ابوکالیجار مرزبان فرمانروایی ۴۰۳ تا ۴۲۷ خورشیدی | عمادالدوله ابوکالیجار مرزبان فرمانروایی ۴۰۳ تا ۴۲۷ خورشیدی | عمادالدوله ابوکالیجار مرزبان فرمانروایی ۴۰۳ تا ۴۲۷ خورشیدی | عمادالدوله ابوکالیجار مرزبان فرمانروایی ۴۰۳ تا ۴۲۷ خورشیدی |                                                   |                                                   | جلال‌الدوله پیروزخسرو فرمانروایی ۴۰۴ تا ۴۲۳ خورشیدی | جلال‌الدوله پیروزخسرو فرمانروایی ۴۰۴ تا ۴۲۳ خورشیدی | جلال‌الدوله پیروزخسرو فرمانروایی ۴۰۴ تا ۴۲۳ خورشیدی | جلال‌الدوله پیروزخسرو فرمانروایی ۴۰۴ تا ۴۲۳ خورشیدی | جلال‌الدوله پیروزخسرو فرمانروایی ۴۰۴ تا ۴۲۳ خورشیدی | جلال‌الدوله پیروزخسرو فرمانروایی ۴۰۴ تا ۴۲۳ خورشیدی |  |  |  |  |  |  |  |  |  |  |  |  |  |  |  |  |  |  |  |  |  |  |  |  |  |  |  |  |  |  |  |  |  |  |
|                                                   |                                                   |                                                   |                                                   |                                                   |                                                   |                                              |                                              |                                              |                                              |                                              |                                              |                                              |                                              |  |  |                                               |                                               |                                               |                                               |                                               |                                               |  |  |                                                             |                                                             |                                                             |                                                             |                                                             |                                                             |                                         |                                         |                                                            |                                                            |                                                            |                                                            |                                                            |                                                            |                                                   |                                                   |                                                    |                                                    |                                                    |                                                    |                                                    |                                                    |  |  |  |  |  |  |  |  |  |  |  |  |  |  |  |  |  |  |  |  |  |  |  |  |  |  |  |  |  |  |  |  |  |  |
|                                                   |                                                   |                                                   |                                                   |                                                   |                                                   |                                              |                                              |                                              |                                              |                                              |                                              |                                              |                                              |  |  |                                               |                                               |                                               |                                               |                                               |                                               |  |  |                                                             |                                                             |                                                             |                                                             | پولادستون فرمانروایی ۴۲۷ تا ۴۴۱ خورشیدی                     | پولادستون فرمانروایی ۴۲۷ تا ۴۴۱ خورشیدی                     | پولادستون فرمانروایی ۴۲۷ تا ۴۴۱ خورشیدی | پولادستون فرمانروایی ۴۲۷ تا ۴۴۱ خورشیدی | پولادستون فرمانروایی ۴۲۷ تا ۴۴۱ خورشیدی                    | پولادستون فرمانروایی ۴۲۷ تا ۴۴۱ خورشیدی                    |                                                            |                                                            | مَلِکِ رحیم خسرو پیروز فرمانروایی ۴۲۷ تا ۴۳۴ خورشیدی          | مَلِکِ رحیم خسرو پیروز فرمانروایی ۴۲۷ تا ۴۳۴ خورشیدی          | مَلِکِ رحیم خسرو پیروز فرمانروایی ۴۲۷ تا ۴۳۴ خورشیدی | مَلِکِ رحیم خسرو پیروز فرمانروایی ۴۲۷ تا ۴۳۴ خورشیدی | مَلِکِ رحیم خسرو پیروز فرمانروایی ۴۲۷ تا ۴۳۴ خورشیدی  | مَلِکِ رحیم خسرو پیروز فرمانروایی ۴۲۷ تا ۴۳۴ خورشیدی  |                                                    |                                                    |                                                    |                                                    |  |  |  |  |  |  |  |  |  |  |  |  |  |  |  |  |  |  |  |  |  |  |  |  |  |  |  |  |  |  |  |  |  |  |

## حدود امارت بویی و همسایگان آن
امارت بویی در اوج خود بر سرزمینی چیره بود که از ری، اصفهان و شیراز در شرق تا صحرای غرب فرات سفلی کشیده شده بود. علاوه بر آن، عمان بخشی از این امارت بود، تا جایی که بوئیان بر منطقه خلیج فارس که برای تجارت عراق بسیار مهم بود کنترل داشتند. در شمال، طبرستان و نیز آذربایجان، که خاندانی از خود آنجا به نام مسافریان بر آن حکومت می‌کردند، مستقل از بوئیان باقی ماندند. منطقه فرات علیا، دیاربکر، در دست مروانیان کرد بود که دست نشانده بوئیان بودند و اغلب در جنگ دائمی با بیزانس قرار داشتند.
بوئیان هیچگاه موفق به سرنگون کردن زیاریان نشدند، سلسله ای که آنها تحت امر آنان به قدرت نظامی و سیاسی رسیدند. به هر روی عضدالدوله توانست مدتی طبرستان و گرگان را اشغال کند، و سرزمین خود را به ساحل جنوبی دریای خزر امتداد دهد. در آغاز قرن پنجم هجری/ ۱۱ام میلادی زیاریان سیادت غزنویان را برای تضمین پشتیبانی آنان پذیرفتند. بر این اساس آنان همچنان تهدیدی دائمی برای بوئیان از سرحدات شمال شرقی آنان در خراسان ماندند، جایی که سامانیان و بعدها غزنویان جلوی هر گونه انضمام سرزمینی بیشتر به بوئیان را سد کردند. روابط بین بوئیان و سامانیان غالباً پرتنش بود. این وضعیت در مورد روابط آنان با غزنویان نیز صادق بود، که علاوه بر تنش خصومت مذهبی نیز بر آن اضافه شده بود، غزنویان خود را جنگجویان پرشوری برای اسلام سنی می‌دانستند و نسبت به بوئیان شیعه به خاطر گرایش‌های دگراندیشانه شان سو ظن داشتند. دلایل ترک شمال توسط آل بویه روشن نیست. بوئیان و نیز زیاریان سعی کردند تا با پشتیبانی یا مخالفت با مدعیان علوی زیدی در موطن سابق خود، دیلمان، اعمال نفوذ کنند.

## سیاست مذهبی آل بویه
علی بن بویه در رویکرد خود در مورد اسلام نسبت به مرداویج بی ملاحظه بسیار محتاط تر و واقع گرا تر بود. او به وضوح سعی می‌کرد به احساسات عمومی مسلمانان آسیب نزند. هیچ منبعی او را همچون اسفار و مرداویج «دشمن اسلام» توصیف نکرده‌اند. او با وجود سعی بر ایجاد یک عنوان مشروعیت زا برای خود به‌طور مستقل از خلیفه، هیچگاه صریحاً به رسمیت‌شناسی خلافت را انکار نکرد یا سعی نکرد آن را از بین ببرد. تلاشی هم برای نمایاندن تاجگذاری به عنوان احیای امپراتوری ایرانی پیش از اسلام چنان‌که مرداویج قصد آن را کرده بود انجام نشد. او در تاریخ مسلمانان نه به عنوان احیاگر سلطنت پادشاهان بزرگ ایران که اسلام جایگزین آنها شده بود، بلکه به عنوان گشایشگر یک دوره جدید به خاطر سپرده شد: دولت دیلم.
آل بویه با اینکه احتمالاً در آغاز شیعه زیدی بودند، هنگامی که به حکومت رسیدند به شیعه دوازده امامی گرایش یافتند. آل‌بویه چون از نسل پیامبر مسلمانان نبودند طبق آموزه‌های مذهب زیدی باید امامی زیدی از نسل پیامبر را برای اطاعت کامل از او به امامت می‌رساندند؛ بنابراین احتمالاً به همین دلیل آنان بعد از رسیدن به حکومت به شیعه دوازده امامی مایل شدند؛ زیرا ایده یک امام غائب از نظر سیاسی برای بوییان مطلوبتر بود.
به هر ترتیب آنان به‌طور مستمری مذهب شیعه را تبلیغ نموده و مراسمی مانند محرم و عید غدیر را پاس می‌داشتند. با اینحال آل بویه معمولاً سیاست مُدارا و پذیرا بودن با سایر مذاهب مانند اهل سنت را در پیش داشتند؛ مثلاً آنان بزرگ‌ترین تکریم‌ها را برای عبدالله ابن خفیف شیخ کبیر، عالم بزرگ اهل سنت پایتخت (شیراز) بجا می‌آوردند. یا خانقاه برای اهل تصوف می‌ساختند. با این حال آنقدر از لحاظ سیاسی قدرتمند بودند که در تصمیم‌گیری‌های خلفای عباسی دخالت می‌کردند.
در شیراز زمان آل بویه، برخلاف سنت رایج آن زمان غیر مسلمانان مانند زردشتی‌ها مجبور نبودند که علامت مشخص‌کننده به تن داشته باشند یا در محله‌های خاصی زندگی کنند. در زمان آل‌بویه بازار شهر شیراز در هنگام جشن مهرگان و نوروز نورانی می‌شد و هنگامی که در سال ۳۶۹ هجری مصادف با ۹۸۰ میلادی مسلمانان شیراز علیه زرتشتیان به اغتشاش پرداختند. عضدالدوله لشکری برای تنبیه اغتشاش کنندگان به شیراز فرستاد.
ابن اثیر در حوادث سال ۳۶۳ ه‍.ق گفته است که فتنه‌ای بزرگ میان شیعه و سنی در محله سوق الطعام بغداد برخاست. سنی‌ها زنی را سوار بر شتر کردند و او را عایشه نامیدند و ۲ نفرشان خود را طلحه و زبیر نامید. این گروه با گروه دیگر (شیعه) به جنگ پرداخت و می‌گفتند ما با اصحاب علی بن ابی‌طالب جنگ می‌کنیم. این عمل آنها، شبیه‌سازی جنگ جمل در دوران خود تلقی شد.
یکی از وزیران برجسته ایشان نصر بن هارون نصرانی (نخستین وزیر مسیحی تاریخ ایران) که به نقل از مسکویه وزیر شیراز بود، و شاه دیلمی (عضدالدوله) دست او را در ساختن کلیساهای مسیحی بازگذارد. یهودیان و صابئین در دستگاه فرمانروایی ایشان جایگاه بلندی داشتند. می‌توان گفت که دودمان دیلمیان یکی از بردبارترین و خشونت پرهیزترین دودمان‌های شاهی در تاریخ ایران پس از اسلام بوده. و در همین. در این دوره است که یک یهودی با فرمان شاه، حاکم سیراف می‌شود.

## فهرست شاهنشاهان آل بویه

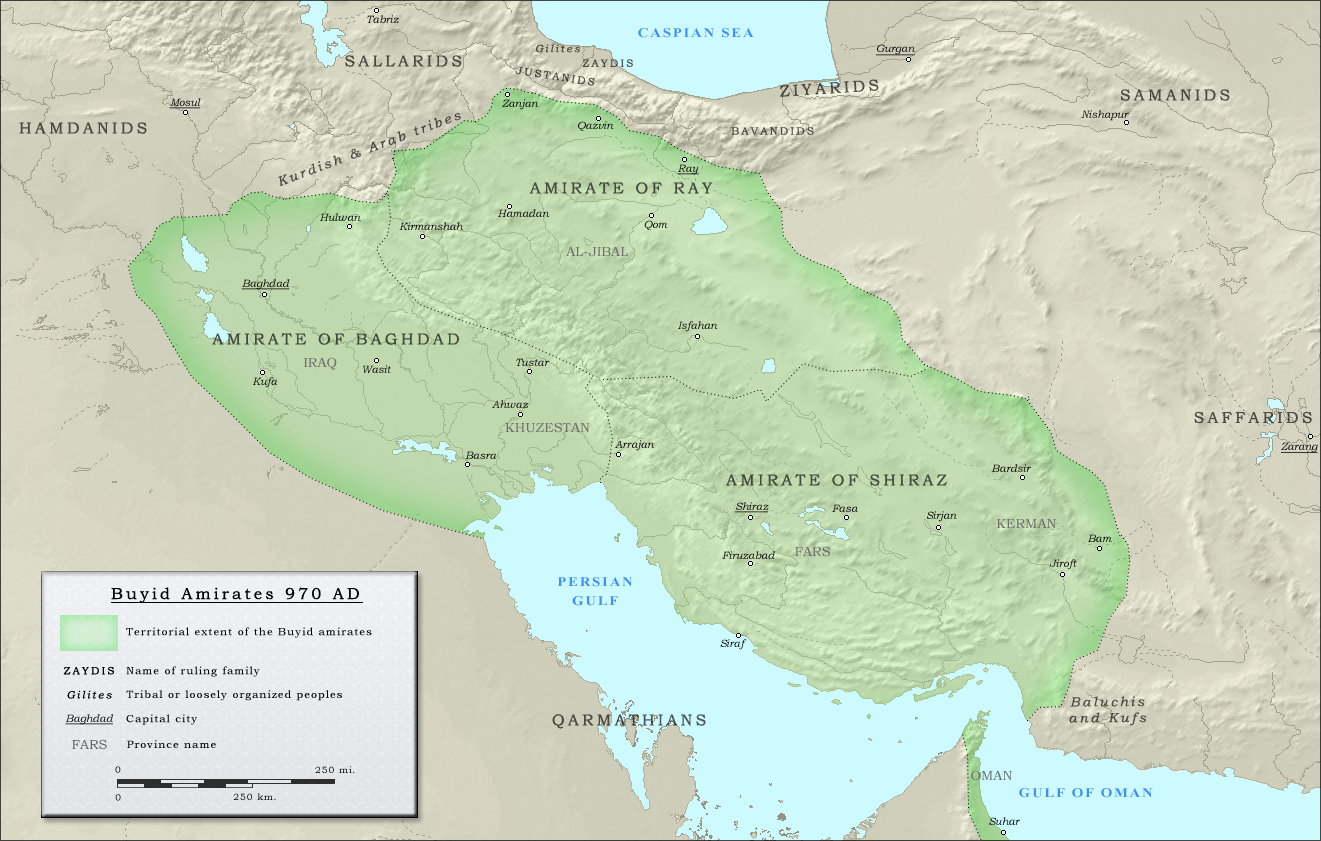
گسترهٔ فرمانروایی بوییان ۹۷۰ میلادی

| #                             | نام                   | نام                                           | نام                   | نگاره | زادروز–مرگ    | حکومت       | حکومت | توضیح                      | توضیح |
| #                             | لقب                   | کنیه                                          | اصلی                  | نگاره | زادروز–مرگ    | آغاز        | پایان | خویشاوندی                  | یادداشت |
| ----------------------------- | --------------------- | --------------------------------------------- | --------------------- | ----- | ------------- | ----------- | ----- | -------------------------- | --- |
| آل بویه فارس، ۹۳۴–۱۰۶۲ میلادی |                       |                                               |                       |       |               |             |       |                            | |
| ۱                             | عمادالدوله دیلمی      | ابوالحسن، امیر                                | علی                   |       | ۸۹۱ / ۸۹۲–۹۴۹ | ۹۳۴         | ۹۴۹   | پسر بویه                   | بنیان‌گذار حکومت آل بویه                                                                                               |
| ۲                             | عضدالدوله دیلمی       | ابوشجاع، شاهنشاه، ملک الملوک، امیر، تاج المله | فناخسرو               |       | ۹۳۶–۹۸۳       | ۹۴۹         | ۹۸۳   | برادرزادهٔ عمادالدوله دیلمی | |
| ۳                             | شرف الدوله دیلمی      | ابوالفوارس، شاهنشاه، ملک الملوک               | شیردل                 |       | ۹۶۰–۹۸۸ / ۹۸۹ | ۹۸۳         | ۹۸۸   | پسر عضدالدوله دیلمی        | |
| ۴                             | صمصام‌الدوله دیلمی     | ابوکالیجار، شاهنشاه، ملک الملوک               | مرزبان                |       | ۹۶۳–۹۹۸       | ۹۸۸         | ۹۹۸   | پسر عضدالدوله دیلمی        | در نزدیکی شیراز و توسط پسران عزالدوله بختیار کشته شد.                                                                 |
| ۵                             | بهاءالدوله دیلمی      | ابونصر، شاهنشاه، ملک الملوک                   | پیروز خوارشاذ         |       | ۹۷۱–۱۰۱۲      | ۹۹۸         | ۱۰۱۲  | پسر عضدالدوله دیلمی        | |
| ۶                             | سلطان الدوله دیلمی    | ابوشجاع، شاهنشاه، ملک الملوک                  | فناخسرو               |       | ۹۹۳–۱۰۲۴      | ۱۰۱۲        | ۱۰۲۴  | پسر بهاءالدوله دیلمی       | |
| ۷                             | عمادالدوله ابوکالیجار | ابوکالیجار، شاهنشاه، ملک الملوک               | مرزبان                |       | ۱۰۱۰–۱۰۴۸     | ۱۰۲۴        | ۱۰۴۸  | پسر سلطان‌الدوله دیلمی      | |
| ۸                             | ؟ ابومنصور فولاذستون  | ابومنصور                                      | پولادستون (فولاذستون) |       | ؟ –۱۰۶۲       | ۱۰۴۸        | ۱۰۵۱  | پسر ابوکالیجار             | |
| ۹                             | ؟ ابو سعد خسرو شاه    | ابو سعد                                       | خسرو شاه              |       | ؟             | ۱۰۴۹ و ۱۰۵۱ | ۱۰۵۴  | پسر ابوکالیجار             | |
| ۱۰                            | ؟ ابومنصور فولاذستون  | ابومنصور                                      | پولادستون (فولاذستون) |       | ؟ –۱۰۶۲       | ۱۰۵۱        | ۱۰۶۲  | پسر ابوکالیجار             | توانست هفت سال پایانی عمر خود را به عنوان دست نشانده سلجوقیان در فارس در قدرت بماند. در جنگ با ملوک شبانکاره کشته شد. |

| #                              | نام                   | نام                                                 | نام           | نگاره | زادروز–مرگ      | حکومت | حکومت | توضیح                                            | توضیح                                  |
| #                              | لقب                   | کنیه                                                | اصلی          | نگاره | زادروز–مرگ      | آغاز  | پایان | خویشاوندی                                        | یادداشت                                |
| ------------------------------ | --------------------- | --------------------------------------------------- | ------------- | ----- | --------------- | ----- | ----- | ------------------------------------------------ | -------------------------------------- |
| آل بویه بغداد، ۹۴۵–۱۰۵۵ میلادی |                       |                                                     |               |       |                 |       |       |                                                  |                                        |
| ۱                              | معزالدوله دیلمی       | ابوالحسین، امیر الامرا                              | احمد          |       | ۹۱۵–۹۶۷         | ۹۴۵   | ۹۶۷   | پسر ابوشجاع بویه                                 | بنیان‌گذار دولت و فاتح بغداد            |
| ۲                              | عزالدوله بختیار       | ابومنصور، امیر الامرا                               | بختیار        |       | ۹۴۳–۹۷۸         | ۹۶۷   | ۹۷۸   | پسر معزالدوله دیلمی                              | توسط پسر عموی خود، عضدالدوله برکنار شد |
| ۳                              | عضدالدوله دیلمی       | ابوشجاع، شاهنشاه، ملک الملوک، امیر الامرا، تاج‌المله | فناخسرو       |       | ۹۳۶–۹۸۳         | ۹۷۸   | ۹۸۳   | برادرزادهٔ معزالدوله دیلمی و پسر رکن الدوله دیلمی |                                        |
| ۴                              | صمصام‌الدوله دیلمی     | ابوکالیجار، شاهنشاه، ملک الملوک، امیر الامرا        | مرزبان        |       | ۹۶۳–۹۹۸         | ۹۸۳   | ۹۸۷   | پسر عضدالدوله دیلمی                              | توسط برادرش، شرف الدوله دیلمی، خلع شد  |
| ۵                              | شرف الدوله دیلمی      | ابوالفوارس، شاهنشاه، ملک الملوک، امیر الامرا        | شیردل         |       | ۹۶۰–۹۸۸ / ۹۸۹   | ۹۸۷   | ۹۸۸   | پسر عضدالدوله دیلمی                              |                                        |
| ۶                              | بهاءالدوله دیلمی      | ابونصر، شاهنشاه، ملک الملوک، امیر الامرا            | پیروز خوارشاذ |       | ۹۷۱–۱۰۱۲        | ۹۸۸   | ۱۰۱۲  | پسر عضدالدوله دیلمی                              |                                        |
| ۷                              | سلطان الدوله دیلمی    | ابوشجاع، شاهنشاه، ملک الملوک، امیر الامرا           | فناخسرو       |       | ۹۹۳–۱۰۲۴        | ۱۰۱۲  | ۱۰۲۱  | پسر بهاءالدوله دیلمی                             |                                        |
| ۸                              | مشرف الدوله دیلمی     | ابوعلی، شاهنشاه، ملک الملوک، امیر الامرا            | حسن           |       | ۱۰۰۳–۱۰۲۵       | ۱۰۲۱  | ۱۰۲۵  | پسر بهاءالدوله دیلمی                             |                                        |
| ۹                              | جلال الدوله دیلمی     | ابوطاهر، شاهنشاه، ملک الملوک، امیر الامرا           | پیروز خسرو    |       | ۹۹۳ یا ۹۹۴–۱۰۴۴ | ۱۰۲۵  | ۱۰۴۴  | پسر بهاءالدوله دیلمی                             |                                        |
| ۱۰                             | عمادالدوله ابوکالیجار | ابوکالیجار، شاهنشاه، ملک الملوک، امیر الامرا        | مرزبان        |       | ۱۰۱۰–۱۰۴۸       | ۱۰۴۴  | ۱۰۴۸  | پسر سلطان‌الدوله دیلمی                            |                                        |
| ۱۱                             | ملک رحیم              | ابونصر، شاهنشاه، ملک الملوک                         | خسرو پیروز    |       | ؟ –۱۰۵۸ یا ۱۰۵۹ | ۱۰۴۸  | ۱۰۵۵  | پسر ابوکالیجار                                   | توسط طغرل بیگ خلع و محبوس شد           |

| #                           | نام                       | نام      | نام  | نگاره | زادروز–مرگ | حکومت | حکومت | توضیح         | توضیح                                                                                               |
| #                           | لقب                       | کنیه     | اصلی | نگاره | زادروز–مرگ | آغاز  | پایان | خویشاوندی     | یادداشت                                                                                             |
| --------------------------- | ------------------------- | -------- | ---- | ----- | ---------- | ----- | ----- | ------------- | --------------------------------------------------------------------------------------------------- |
| آل بویهٔ ری، ۹۴۳–۱۰۲۹ میلادی |                           |          |      |       |            |       |       |               | |
| ۱                           | رکن‌الدوله دیلمی           | ابوعلی   | حسن  |       | ۸۹۸–۹۷۶    | ۹۳۵   | ۹۷۶   | پسر بویه      | |
| ۲                           | فخرالدوله دیلمی           | ابوالحسن | علی  |       | ۹۵۲–۹۹۷    | ۹۷۶   | ۹۸۰   | پسر رکن‌الدوله | |
| ۳                           | مؤیدالدوله دیلمی          | ابومنصور | بویه |       | ۹۴۱–۹۸۳    | ۹۷۷   | ۹۸۳   | پسر رکن‌الدوله | |
| ۴                           | فخرالدوله دیلمی (بار دوم) | ابوالحسن | علی  |       | ۹۵۲–۹۹۷    | ۹۸۴   | ۹۸۷   | پسر رکن‌الدوله | |
| ۵                           | مجدالدوله دیلمی           | ابوطالب  | رستم |       | ۹۹۳–۱۰۲۹   | ۹۸۷   | ۱۰۲۹  | پسر فخرالدوله | ادارهٔ امور و نیابت سلطنت را ملکهٔ فخرالدوله (سیده خاتون) در اختیار داشت. توسط محمود غزنوی دستگیر شد. |

### فرمانروایان کوچکاین فهرست کامل نیست
| #                                | نام         | نام      | نام       | نگاره | زادروز–مرگ | حکومت | حکومت | توضیح         | توضیح   |
| #                                | لقب         | کنیه     | اصلی      | نگاره | زادروز–مرگ | آغاز  | پایان | خویشاوندی     | یادداشت |
| -------------------------------- | ----------- | -------- | --------- | ----- | ---------- | ----- | ----- | ------------- | ------- |
| آل بویهٔ بصره، پیرامون ۹۸۰ میلادی |             |          |           |       |            |       |       |               |         |
| ۱                                | دیاء الدوله | ابو طاهر | فیروز شاه |       | ؟          | ۹۸۰   | ۹۸۰   | پسر عضدالدوله |         |

| #                                      | نام        | نام      | نام     | نگاره | زادروز–مرگ | حکومت | حکومت        | توضیح         | توضیح                                                                             |
| #                                      | لقب        | کنیه     | اصلی    | نگاره | زادروز–مرگ | آغاز  | پایان        | خویشاوندی     | یادداشت                                                                           |
| -------------------------------------- | ---------- | -------- | ------- | ----- | ---------- | ----- | ------------ | ------------- | --------------------------------------------------------------------------------- |
| آل بویهٔ همدان، ۹۷۶–۱۰۲۳ یا ۱۰۲۴ میلادی |            |          |         |       |            |       |              |               |                                                                                   |
| ۱                                      | مؤیدالدوله | ابومنصور | بویه    |       | ۹۴۱–۹۸۳    | ۹۷۶   | ۹۸۳          | پسر رکن‌الدوله |                                                                                   |
| ۲                                      | فخرالدوله  | ابوالحسن | علی     |       | ۹۵۲–۹۹۷    | ۹۸۴   | ۹۸۷          | پسر رکن‌الدوله |                                                                                   |
| ۳                                      | شمس‌الدوله  | ابوطاهر  | شاه‌خسرو |       | ؟ –۱۰۲۱    | ۹۹۷   | ۱۰۲۱         | پسر فخرالدوله |                                                                                   |
| ۴                                      | سماءالدوله | ابوالحسن | ؟ علی   |       | ؟ –۱۰۲۳    | ۱۰۲۱  | ۱۰۲۳ یا ۱۰۲۴ | پسر شمس‌الدوله | پایان یافتن حکومت، پس از چیرگی محمد بن رستم دشمنزیار فرمانروای آل کاکویه بر همدان |

| #                               | نام        | نام        | نام            | نگاره | زادروز–مرگ | حکومت | حکومت | توضیح          | توضیح                                             |
| #                               | لقب        | کنیه       | اصلی           | نگاره | زادروز–مرگ | آغاز  | پایان | خویشاوندی      | یادداشت                                           |
| ------------------------------- | ---------- | ---------- | -------------- | ----- | ---------- | ----- | ----- | -------------- | ------------------------------------------------- |
| آل بویهٔ کرمان، ۱۰۱۲–۱۰۲۸ میلادی |            |            |                |       |            |       |       |                |                                                   |
| ۱                               | قوام‌الدوله | ابوالفوارس | شیردل (شیرذیل) |       | ۸۹۸–۹۷۶    | ۱۰۱۲  | ۱۰۲۸  | پسر بهاءالدوله | در میانه جنگ با ابوکالیجار به دلیل مسمومیت درگذشت |

| #                                   | نام        | نام       | نام  | نگاره | زادروز–مرگ | حکومت | حکومت | توضیح         | توضیح                           |
| #                                   | لقب        | کنیه      | اصلی | نگاره | زادروز–مرگ | آغاز  | پایان | خویشاوندی     | یادداشت                         |
| ----------------------------------- | ---------- | --------- | ---- | ----- | ---------- | ----- | ----- | ------------- | ------------------------------- |
| آل بویهٔ خوزستان، پیرامون ۹۸۰ میلادی |            |           |      |       |            |       |       |               |                                 |
| ۱                                   | تاج الدوله | ابوالحسین | احمد |       | ؟ –۹۹۷     | ۹۸۰   | ۹۸۰   | پسر عضدالدوله | به دستور عمویش در زندان کشته شد |

## اوضاع اداری

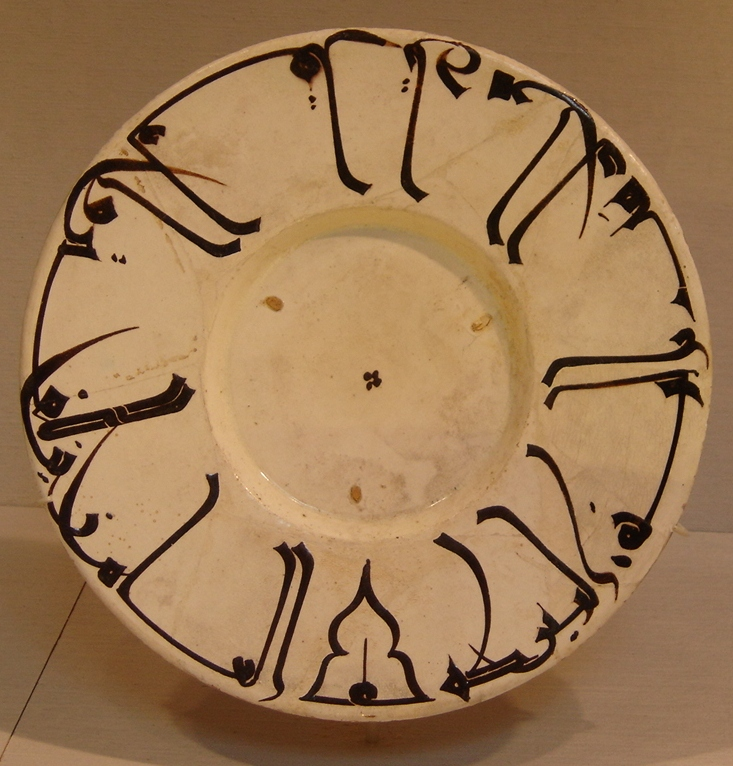
یک ظرف سفالی و لعاب دار متعلق به دوران آل بویه. موزه متروپولیتن موزه هنر نیویورک.

بوییان که تجربه چندانی در حکومت داری نداشتند، دولت خود را بیشتر با روش دولت عباسی اداره می‌کردند؛ بنابراین اصلاحات چندانی در نظام اداری پدید نیامد.

### وزیر
وزیران عهد بوییان اکثراً از افراد دانشمند زمانه خود بودند که توسط حاکمان آل بویه به منصب وزارت رسیدند. تأثیر اعمال وزیران در هر شاخه از حکمرانان آل بویه متفاوت بود. در شاخه بوییان جبال به دلیل آرامش منطقه و حضور وزرای دانشمند علم پیشرفت کرد. در مقابل آن، در شاخه بوییان فارس و خوزستان و عراق اختلافات داخلی و فروش مقام وزارت دردسر ساز بود.
حاکمان آل بویه بعد از عهد عضدالدوله دو وزیر داشتند. یکی وزیر شیراز و یکی وزیر بغداد. اهمیت هر دوی این شهرها و تمایل عضدالدوله برای حفظ شیراز به‌عنوان پایتخت دلایل اصلی این امر بودند.

### دیوان‌ها
دیوان‌ها در عهد بوییان بدون برنامه‌ریزی عمل می‌کردند و تغییر سریع و مکرر کارکنان از جمله خصوصیات آنها بود. رئیس دیوان‌های حکومتی صاحب الدیوان نام داشت که بیشتر به عنوان نایب وزیر شناخته می‌شد.
دیوان‌های عهد بوییان عبارت بودند از:
- دیوان خراج: رسیدگی به عواید ایالات.
- دیوان هزینه: رسیدگی به خرج دربار، امور مربوط به خزانه سلطنتی و ضرب سکه
- دیوان رسایل: صدور دستورهای حکومتی و برقراری ارتباطات داخلی و خارجی
- دیوان برید: خبررسانی و بر قراری ارتباط
- دیوان قضا: امور قضایی و رسیدگی به اختلافات و دعاوی مردم
- دیوان سواد: دیوانی برای رسیدگی به اوضاع مناطق بین دجله و فرات
- دیوان سپاه: امور نظامی و جنگی

## علم و فرهنگ
سلسله‌های ایرانی به خصوص سامانیان و آل بویه نقش چشمگیری در رونق و شکوفایی فرهنگ و تمدن ایرانی-اسلامی داشتند. بیشتر فرمانروایان این سلسله‌ها به علم و ادب علاقه‌مند بودند و برای عالمان، دانشمندان، ادیبان، ارزش و احترام فراوانی قائل می‌شدند. پایتخت این سلسله‌ها، مرکز دانش و محل پژوهش بزرگان علم و ادب بود.
دوران حکومت آل بویه عصر پیشرفت علم و ادب بود. حاکمان آل بویه علاقه خاصی به اهل علم داشتند و به خصوص از شعرا و علمای حکمت استقبال می‌کردند.
در اوایل عهد بوییان علم چندان رونقی نداشت و توجه‌ها بیشتر به امور سیاسی معطوف شده بود. در مقابل با به قدرت رسیدن عضد الدوله به دلیل صلح و آرامش ناشی از حکومت او و علاقه خود وی به دانش، بازار علم رونق دوباره یافت و در زمان حکومت فرزندان او هم همچنان به راه خود ادامه داد. مهم‌ترین دستاوردهای این دوران در زمینه نجوم (مانند ابن اعلم)، پزشکی و ریاضیات بود.

### ادبیات عربی
آل بویه همانند فاطمیان حامیان بزرگ هنرها و علوم بودند، اگرچه در ابتدای امر دیلمیانی خشن و ناهنجار بودند. این حقیقت که آن‌ها بر بغداد حکومت می‌کردند… و دلبستگی کلی به عراق داشتند که در آنجا ادب عربی رایج بود و آن‌ها را بیشتر حامی و مشوق ادب عربی ساخته بود تا ادب فارسی نوین که در آن ایام در قسمت شرقی ایران نشو و نما می‌یافت. با اینهمه در ایام فرمانروایی آل بویه شعرایی در مغرب ایران بودند که به زبان فارسی نو شعر می‌گفتند. اما در مغرب ایران ادب عربی بر ادب فارسی غالب بود.
کتابخانه‌های آل بویه در شیراز، ری، اصفهان نمونه‌های شگفت‌انگیز زمان خود بودند. از این گذشته ما در این دوره هنوز شاهد چیزهایی هستیم که در ایام گذشته نیز آن‌ها را می‌دیدیم: رئیس دبیران یعنی وزیران ایرانیانی که تسلطشان به زبان عربی به فرهنگی شگفت‌آور پیوند یافته که در کلیه زمینه‌های دانش سیر می‌کند. ابن العمید (در گذشته به سال ۳۰۹ ه‍.ق/ ۹۶۹–۷۰ م)، کاتب ایرانی تصویر گویا و روشن این فرهنگ وسیع و استعداد فنی در عربی است. ابن العمید فیلسوف، زبان‌شناس، عالم دینی، شاعر و نویسنده صاحب سبک بود و در زمینه رساله‌نویسی نام وی در کتاب نام عبدالحمید، «جاحظ ثانی»، آن را ختم کرد. اما یک فرق اساسی در نثر این دو یافت می‌شود. سبک رساله‌نویسی عبدالحمید مردانه است و آرایش چندانی ندارد. اما سبک ابن العمید، مانند سبک خلفش در وزارت آل بویه، یعنی ابن عباد ایرانی معروف به صاحب (درگذشته به ۳۸۵ ه‍.ق/ ۹۹۶ م) آراسته به صنایع لفظی و مشحون از نثر مقفی بود که در آن زمان تداول داشت. در این مورد نوعی هدف و مقصود در ادب عربی وجود دارد خوشایند وزرای پیش گفته آل بویه نیست.

## عمران و آبادانی

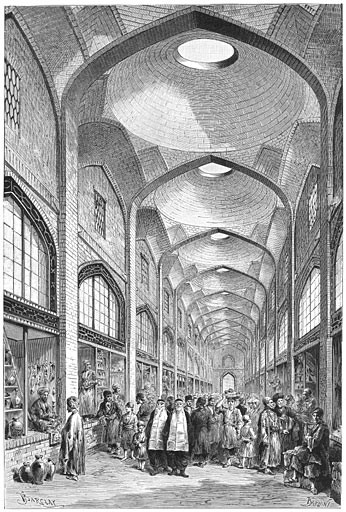
نگاره‌ای از بازار وکیل در شیراز، اثر ژان دیولافوا؛ بازاری که اصالاتاً در دوران عضدالدوله دیلمی ساخته شد.

آبادانی‌های آل بویه در امور آبیاری و کشاورزی، در مقایسه با امرای معاصر آنان در عراق، چون بریدیان و حمدانیان، سخت مشهود است. جدال‌های متوالی و خونین امیرالامراها و حکامی که خواهان سیطره بر مرکز خلافت (مرکز قدرت و درآمد) بودند، ویران شده بود. اصلاحات و کارهای عمرانی وی در عراق، از جمله تعمیر سد بادوریا بر رودالرفیل، باعث آبادی و فراوانی و ارزانی شد و مردم روی به بغداد نهادند. از اینجا آبادانی بغداد را می‌توان دریافت که گفته‌اند در روزگار او، بغداد ۱۷٫۰۰۰ گرمابه داشته است. همو برای ساختن کاخی جهت خویش، نابسامانی‌ها پدیدآورد و بسیاری از بناهای سامرا و شهر المنصور و حصارها و دروازه‌ها را ویران کرد تا از مصالح آن‌ها استفاده کند. وی اموال مردم را به زور می‌گرفت. نیز در اواخر عمر، فرمان داد بیمارستانی در بغداد بنا کنند و املاکی بر آن وقف سازند (۳۵۵ ه‍.ق/۹۶۶ م)، اما عمرش وفا نکرد و درگذشت.
بیشترین اصلاحات و آبادانی‌ها، مربوط به روزگار عضدالدوله است. ابوعلی مسکویه انبوهی از این آبادانی‌ها را برمی‌شمارد که برخی از آن‌ها برای مطالعه خصایل شخصی عضدالدوله خالی از فایده نیست. می‌گوید عضدالدوله فرمان داد خانه‌ها و بازارها و مساجدی را که در فتنه‌های بغداد دستخوش آتش‌سوزی و آسیب شده بود، بازسازی کنند و صاحبان خانه‌ها را واداشت که آن‌ها را به زیباترین شکل بسازند و آنان را که دست تنگ بودند، برای این کار وام می‌داد، و اگر غایب بودند، وکیلانی تعیین می‌کرد که به نیابت از آنان، آن کار را به انجام رسانند. نیز بیمارستانی در شیراز. بیمارستان معروف دیگری در بغداد پایه‌گذاری کرد و پزشکانی نام‌آور به آنجا برد و تأسیسات ممتاز در آنجا نهاد. در روزگار او شیراز چنان آباد و پرجمعیت شد که جای لشکر نماند و او در نزدیکی شهر، محلّتی ساخت به نام «فنا خسروگرد» و لشکریان را در آن نشاند و شهر چنان آباد شد که ۲۰٫۰۰۰ دینار درآمد داشت. کاخ باشکوه وی که مقدسی از آن با شگفتی یاد می‌کند ۳۶۰ اتاق داشت که دیوارهای آن را با کاشی چینی آراسته بودند. نیز به جای شهر اردشیر خوره یا گور قدیم، شهر فیروزآباد را بنا کرد و در کازرون سرایی برای سمساران ساخت که خود روزی ۱۰٫۰۰۰ درهم از آنجا سود برمی‌گرفت. سد عظیمی هم بر پایه‌هایی از ساروج بر روی رود کُر بنا کرد که به بندِ امیر یا بند عضدی معروف شد. در ۲ سوی این سد، ۱۰ دولاب قرار گرفت که زیر هر دولاب، آسیابی سوار شد. نیز کاریزهای شیراز، آب را به ۳۰۰ دیه می‌رسانیدند. در کرمان هم قصری و منارهای برآورد و در میان اروندرود و کارون برای عبور کشتی‌ها و وصول از دجله و فرات به کارون، آبراه‌هایی بنیاد کرد. 
حمدالله مستوفی از اقدامات رکن الدوله در ساخت بارویی به دور اصفهان یاد می‌کند که به افزایش جمعیت و پیوستن چهار دیه (کران)،(کوشک)،(جوباره) و (دردشت) منجر شد. لرد کرزن نیز تأکید می‌کند که این بارو دو محله مسلمان نشین و یهودی نشین را متحد کرد. آل بویه به ترویج مذهب تشیع و آبادانی شهرها اهتمام داشتند و در اصفهان محله‌ها و قلعه‌های جدیدی ایجاد کردند. همچنین، در دوره آل بویه، هر صنفی در شهرها بازاری مخصوص داشت و در اصفهان بازار صرافان رونق داشت.رسته بازار صرافان در اصفهان(در قرن پنجم) دویست دکان صرافی بود.گذشته از بازارهای سرپوشیده و روباز بازرگانان و پیشه وران،در کاروانسراها نیز حجره و دکان داشتند.بنابر نوشته ی ناصرخسرو در کوچه ی کوطراز اصفهان،پنجاه کاروانسرا بود که هریک بیاعان (فروشندگان) و حجره داران نشسته بودند. رکن الدوله و دیگر اعضای خاندان دیلمی تا زمان محمود غزنوی در اصفهان سلطنت کردند که در نهایت به سقوط آنها انجامید. یکی از برجسته‌ترین کارهای او، ساختن مرقد علی و بنای آرامگاهی در آنجا بود. پدر وی رکن‌الدوله هم به آثاری از خود بر جای نهاد که نمایانگر علاقه وی به آسایش حال رعیت بود. احداث نهر رکن‌آباد در شیراز، و مرمت پل ایذه در خوزستان ازجمله کارهای او است.